# Agora (Athen)

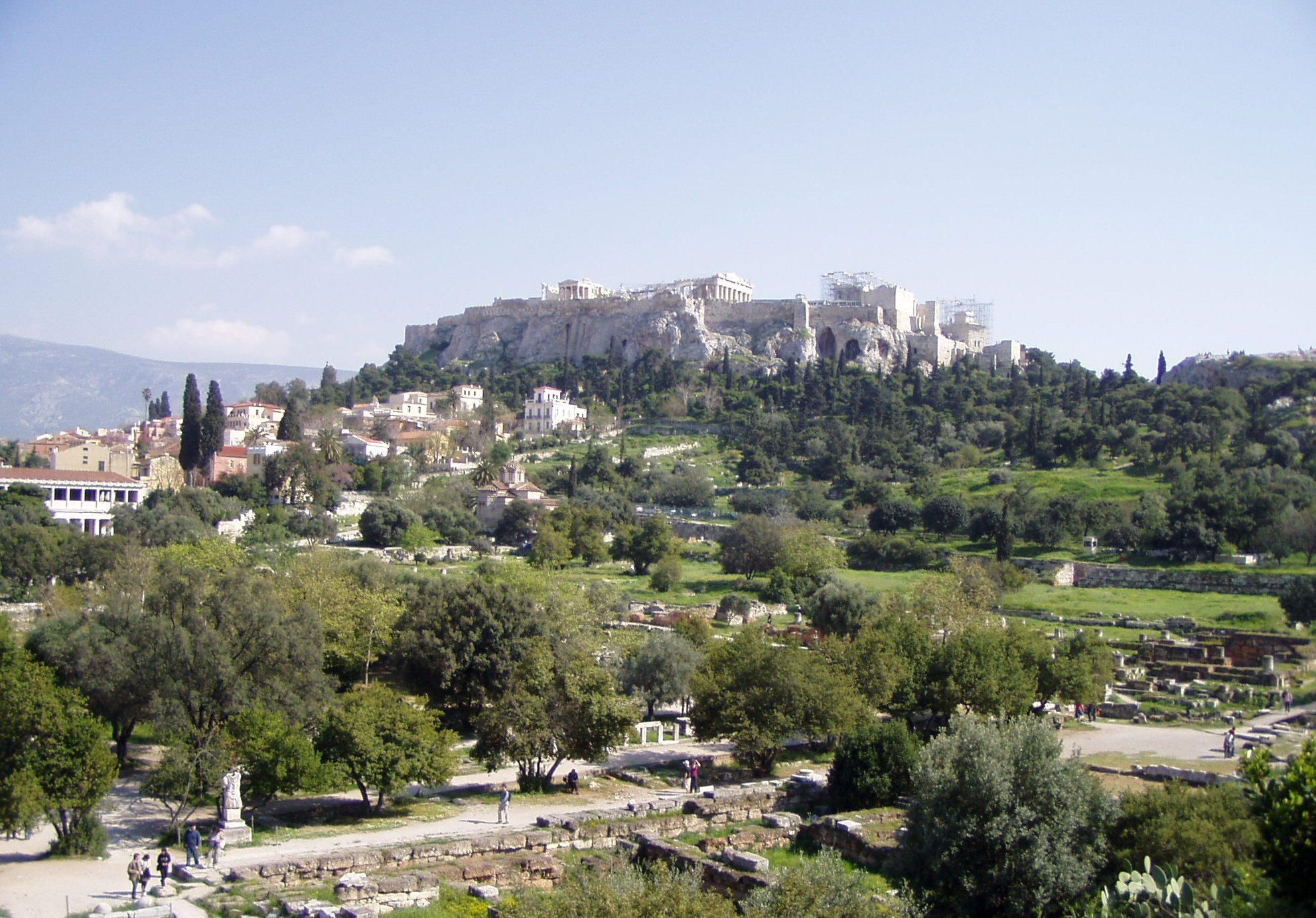
Griechische Agora von Athen mit Blick auf die Akropolis

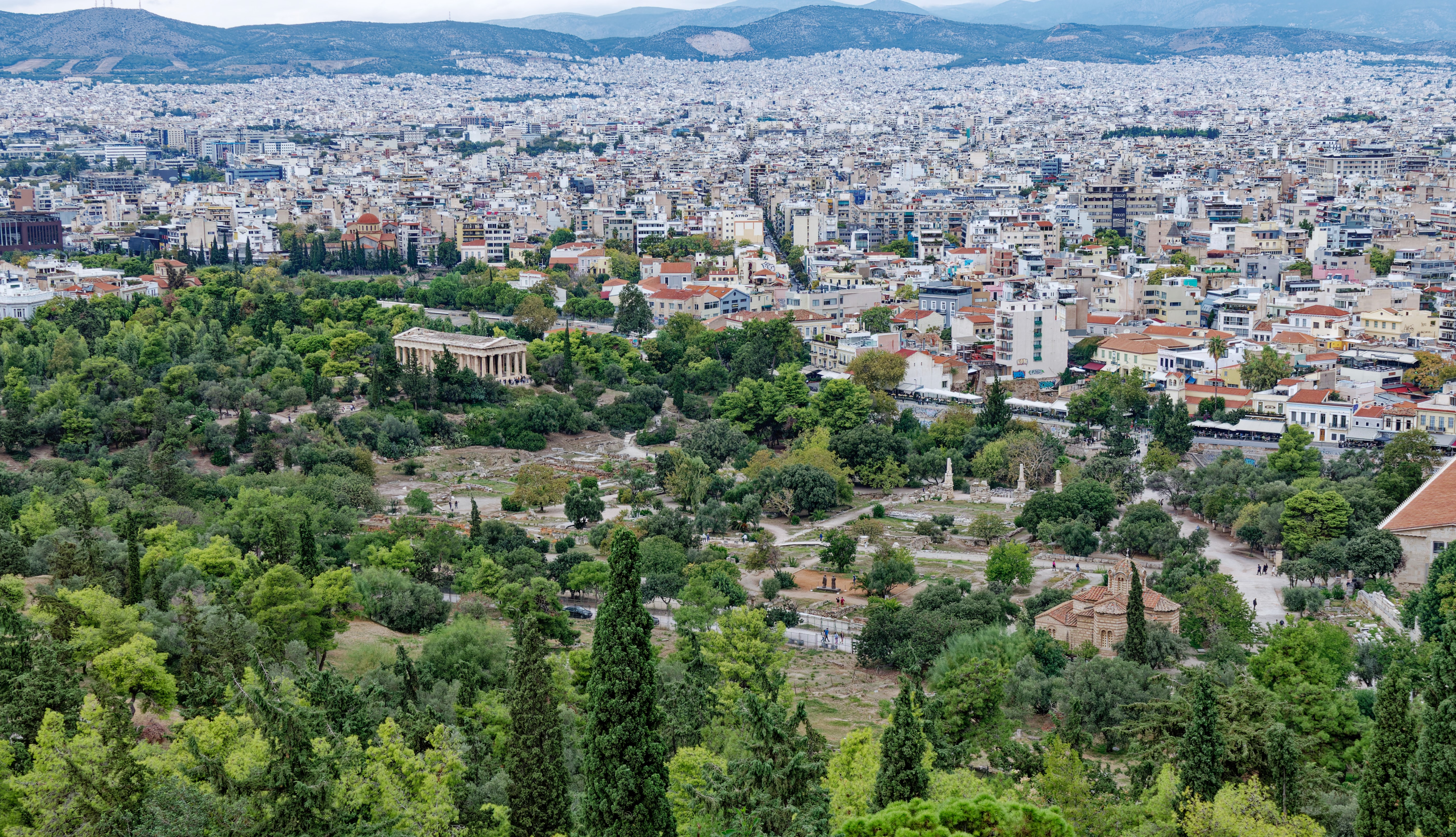
Griechische Agora von Athen, von der Akropolis aus gesehen

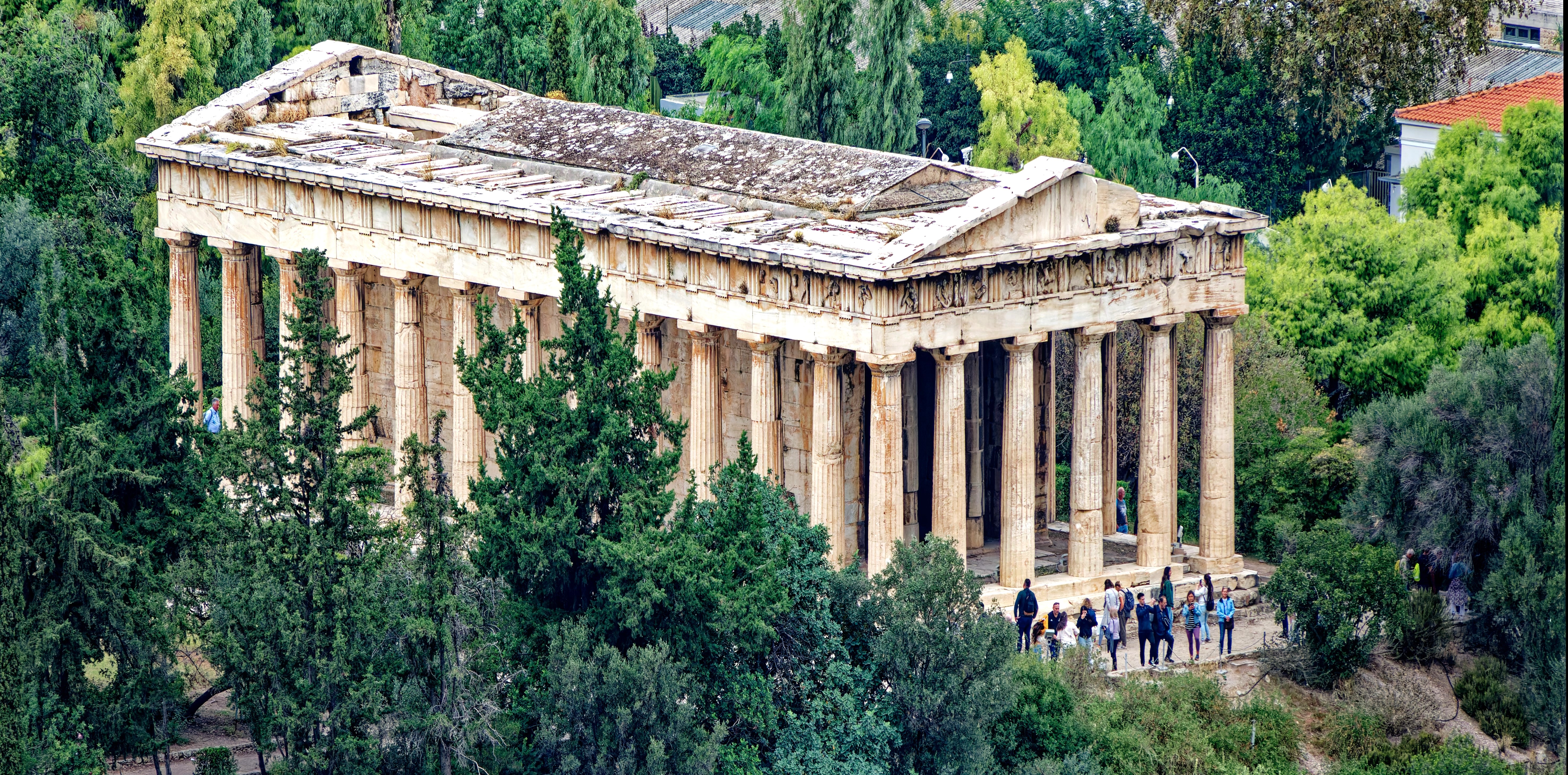
Hephaisteion auf der Agora

Die Agora (Betonung: Agorá, von altgriechisch ἀγορά, „Marktplatz“) in Athen war in der griechischen Antike ein Versammlungsplatz der Polis und wurde für die Heeres-, Gerichts- und Volksversammlungen der freien Bürger genutzt. Er existiert seit etwa dem 5. Jahrhundert v. Chr. und bildet einen Gegensatz zum kultischen und politischen Machtzentrum der archaischen Burganlage (der Akropolis). Daher stellt die Agora einen bedeutenden Schritt in der Entwicklung der attischen Demokratie dar. Ab Kleisthenes von Athen wurde dies die Pnyx, ab 330 v. Chr. das Dionysostheater.

## Geschichte
Das Gebiet der späteren Agora von Athen wurde wahrscheinlich bereits seit der Jungsteinzeit bewohnt. Den ältesten Beleg für Siedlungen auf der Agora gibt Keramik, die in der Nähe von Brunnen geborgen wurde. Sie wird auf rund 3000 v. Chr. datiert. Allerdings wurden keine Siedlungsspuren aus dieser Zeit gefunden. Von der späten Bronzezeit an (1600–1100 v. Chr.) bis ins 7. Jahrhundert v. Chr. wurde die Agora als Friedhof benutzt. Man fand etliche Gräber aus dieser Zeit.
Ab etwa 1000 v. Chr. wurde das Gebiet der Agora auch als Wohnstätte benutzt. Zwar lassen sich keine Reste der damaligen Häuser finden, da dieses Gebiet später als Steinbruch verwendet wurde, aber es finden sich etliche Brunnenschächte aus dieser Zeit. Gegen Ende des 8. Jahrhunderts v. Chr. wurden viele dieser Brunnen zugeschüttet, was auf einen drastischen Bevölkerungsrückgang hindeutet.
Gegen 600 v. Chr. begann man, die Agora als öffentlichen Platz auszubauen. Erst um 500 v. Chr. wurde die Agora auch formalrechtlich durch Grenzsteine (so genannte Horoi – griechisch ὅροι) abgegrenzt. Die Horoi, die an den Eingängen der Agora aufgestellt wurden, trugen den Schriftzug „ὅρος εἰμι τῆς ἀγορᾶς“ (horos eimi tes agoras, „Ich bin die Grenze der Agora“). Durch die Aufstellung der Grenzsteine sollte ein wildes Bauen auf der Agora verhindert werden. Verbrechern, Kriegsdienstverweigerern und anderen Leuten, die auf der Agora nicht erwünscht waren, wurde der Zutritt zur Agora verboten.
Im Jahr 480 v. Chr. eroberten die Perser Athen und zerstörten dabei die Stadt und die Agora zu einem großen Teil. Ironischerweise sind uns erst durch diese Zerstörung und den anschließenden Wiederaufbau viele Gebäude (als Ruine) erhalten geblieben. Nach der Zerstörung der Agora durch die Perser begann man mit dem Wiederaufbau. Daher entstanden zu dieser Zeit auch viele neue Gebäude. Bald schon brachen schwierige Zeiten für Athen an; vor allem die Bürgerkriege verhinderten einen weiteren Ausbau der Agora.
Im 2. Jahrhundert v. Chr. wurde Athen immer mehr zum geistigen Mittelpunkt der mediterranen Welt. Herrscher verschiedener Länder (beispielsweise aus Ägypten, Syrien, Pergamon) begannen, ihre Macht und Kultur zu demonstrieren, indem sie in Athen Gebäude bauen ließen. Dadurch nahm die Bautätigkeit auf der Agora enorm zu. Zu dieser Zeit wurden die großen, imposanten Stoen erbaut. Erst in der zweiten Hälfte des 2. Jahrhunderts war die Agora vollständig von Gebäuden umbaut. Auf allen Seiten war der Besucher der Agora nun von Gebäuden umgeben, die mit Säulenfronten geschmückt waren.
Im Jahre 146 v. Chr. besiegte der römische General Lucius Mummius den Achäischen Bund und Griechenland wurde zur römischen Provinz erklärt. Anfang des 1. Jahrhunderts v. Chr. stellte sich Athen gegen Rom, was zu einer Belagerung der Stadt im Jahre 86 v. Chr. führte, bei der unter anderem der südliche Teil der Agora in Mitleidenschaft gezogen wurde. Bereits gegen Mitte des Jahrhunderts zeigten die Römer ein größeres Interesse an Athen. Dies führte erneut zu erhöhter Bautätigkeit. So wurde rund 150 Meter östlich der Agora ein neuer Marktplatz, die Römische Agora, angelegt, der der Agora diese Funktion weitgehend nahm. Der freie Platz auf der Agora war nun nicht mehr nötig und wurde zugebaut.
Auf die Regentschaft Augustus’ folgte ein Jahrhundert geringer Bautätigkeit, bis Trajan (98–117) und Hadrian (117–138) während ihrer Zeit als Kaiser des Römischen Reiches eine letzte Blütezeit für die Agora einleiteten. Nachdem die Heruler im Jahre 267 Athen stürmten und dabei die meisten Gebäude der Agora zerstörten, wurde die Agora nie wieder zu dem bedeutenden Zentrum, das sie in den vorherigen Jahrhunderten gewesen war. Das 4. Jahrhundert bedeutete den endgültigen Niedergang der Agora; sie wurde weitgehend aufgegeben.

## Forschungsgeschichte
Seit 1931 führt die American School of Classical Studies at Athens Ausgrabungen auf der Agora durch, zunächst unter Leitung von Theodore Leslie Shear und finanziert durch John D. Rockefeller. Innerhalb kürzester Zeit konnte er, unterstützt von einer Gruppe junger Archäologen, darunter Homer A. Thompson, Eugene Vanderpool, Benjamin Dean Meritt, Dorothy Burr, Virginia Grace, Lucy Talcott, Alison Frantz, Margaret Crosby, Piet de Jong, Rodney Young und Ioannis „John“ Travlos, den Marktplatz des antiken Athens freilegen, bis die Grabungen 1939 in Folge des Krieges zunächst eingestellt werden mussten. 1946 wurden diese unter Leitung von Homer A. Thompson wieder aufgenommen, diesem folgten 1967 T. Leslie Shear, Jr. und 1994 John McK. Camp als Leiter der Grabung. John D. Rockefeller finanzierte in den frühen 1950er Jahren die Rekonstruktion der Stoa des Attalos, die seither als Museum dient. Dort wurde der EU-Beitrittsvertrag 2003 zum Beitritt 10 neuer Mitglieder unterzeichnet.

## Bauten

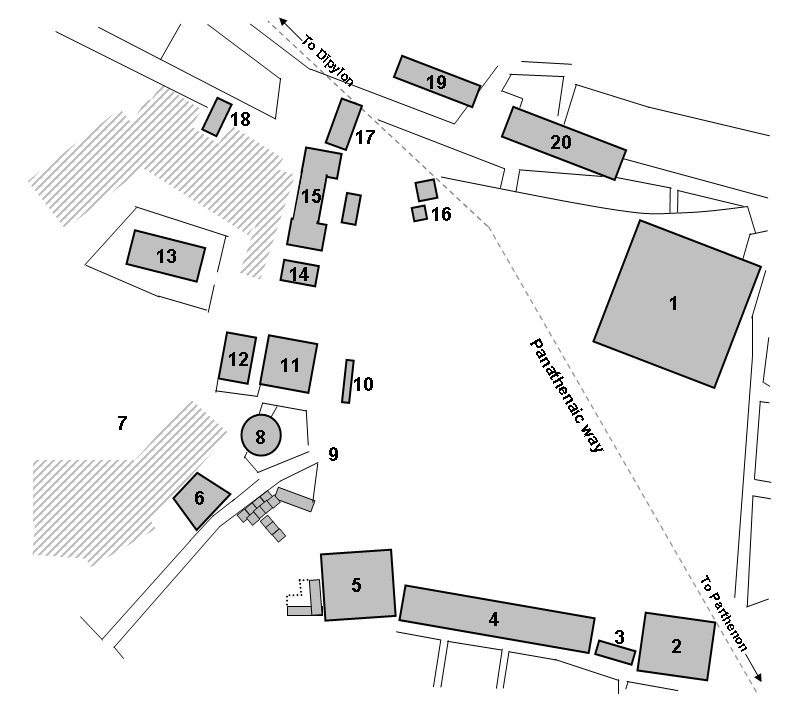
Plan der Agora im 5. Jahrhundert v. Chr.

### Panathenaia-Straße
Die breite Panathenäen-Straße durchquerte die Agora von Südosten nach Nordwesten. Obwohl sie einer der Hauptverkehrswege Athens war, bestand sie nur aus einer festgestampften Schotterdecke. Erst in der Zeit des Hellenismus bekam sie zusätzlich einen Rinnstein.
Die Panathenäen-Straße diente nicht nur als Verkehrsweg, sie war auch Austragungsort von Sportveranstaltungen und Prozessionen sowie Übungsplatz für die Reiterei. Für die Zuschauer der verschiedenen Veranstaltungen wurden neben der Straße hölzerne Tribünen (sogenannte Ikria) errichtet. Löcher für die Pfosten der Tribünen können noch heute gefunden werden.

### Orchestra
Ein Teil der Agora wurde als Orchestra bezeichnet. Hier fanden die meisten öffentlichen Veranstaltungen statt. Auch an der Orchestra wurden Pfostenlöcher gefunden. Nachdem im frühen 5. Jahrhundert v. Chr. die Ikria zusammenbrach, wurden die meisten Veranstaltungen in das Dionysostheater verlegt. Die Orchestra blieb aber weiterhin ein Ort, an dem Wettkämpfer verehrt wurden, wie der Fund vieler später aufgestellter Denkmäler zur Erinnerung an Wettkampfsiege zeigt.

### Sakralbauten

#### Das Hephaisteion (13)
Hauptartikel: Tempel des Hephaistos

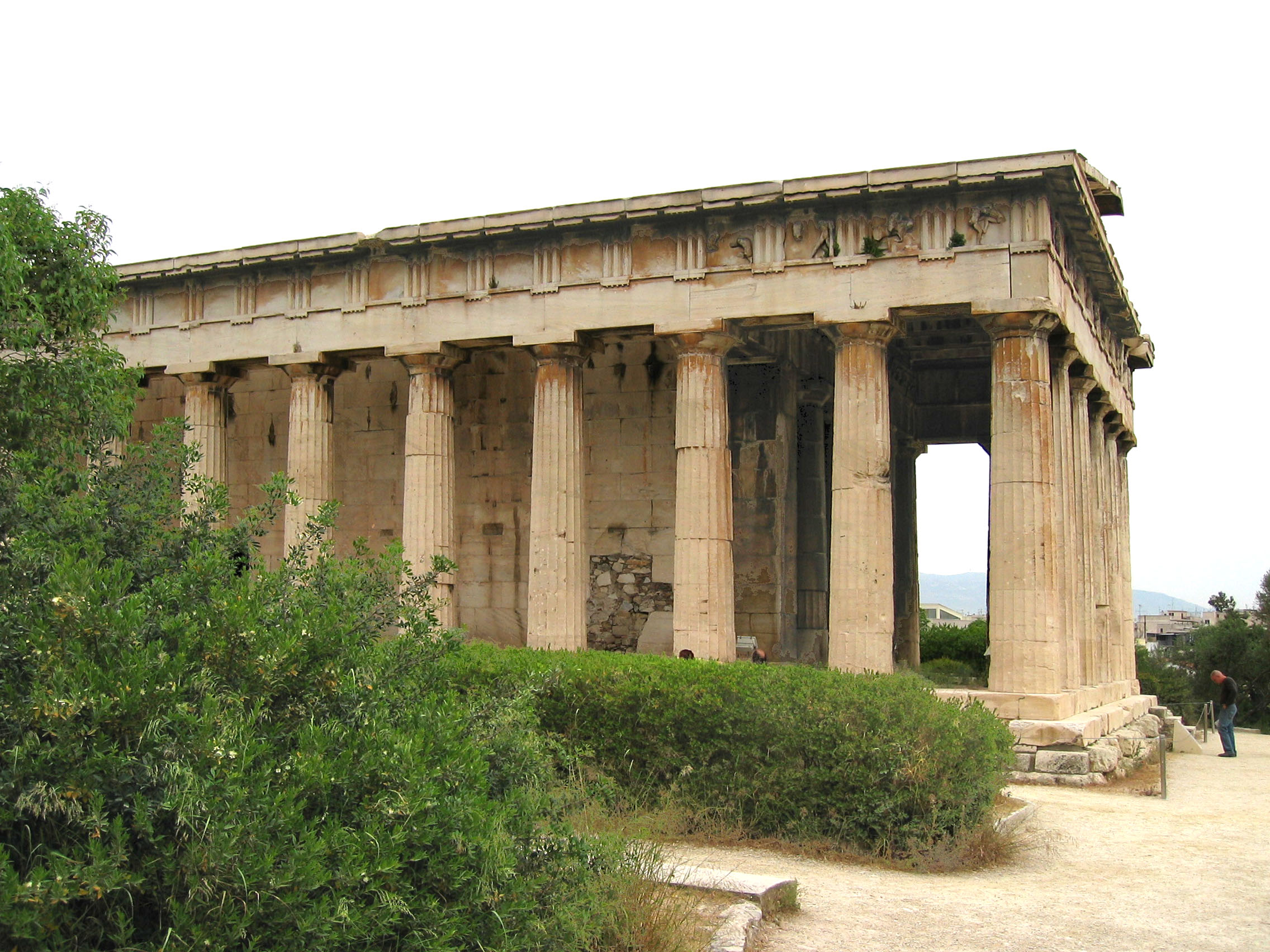
Hephaisteion auf der Agora

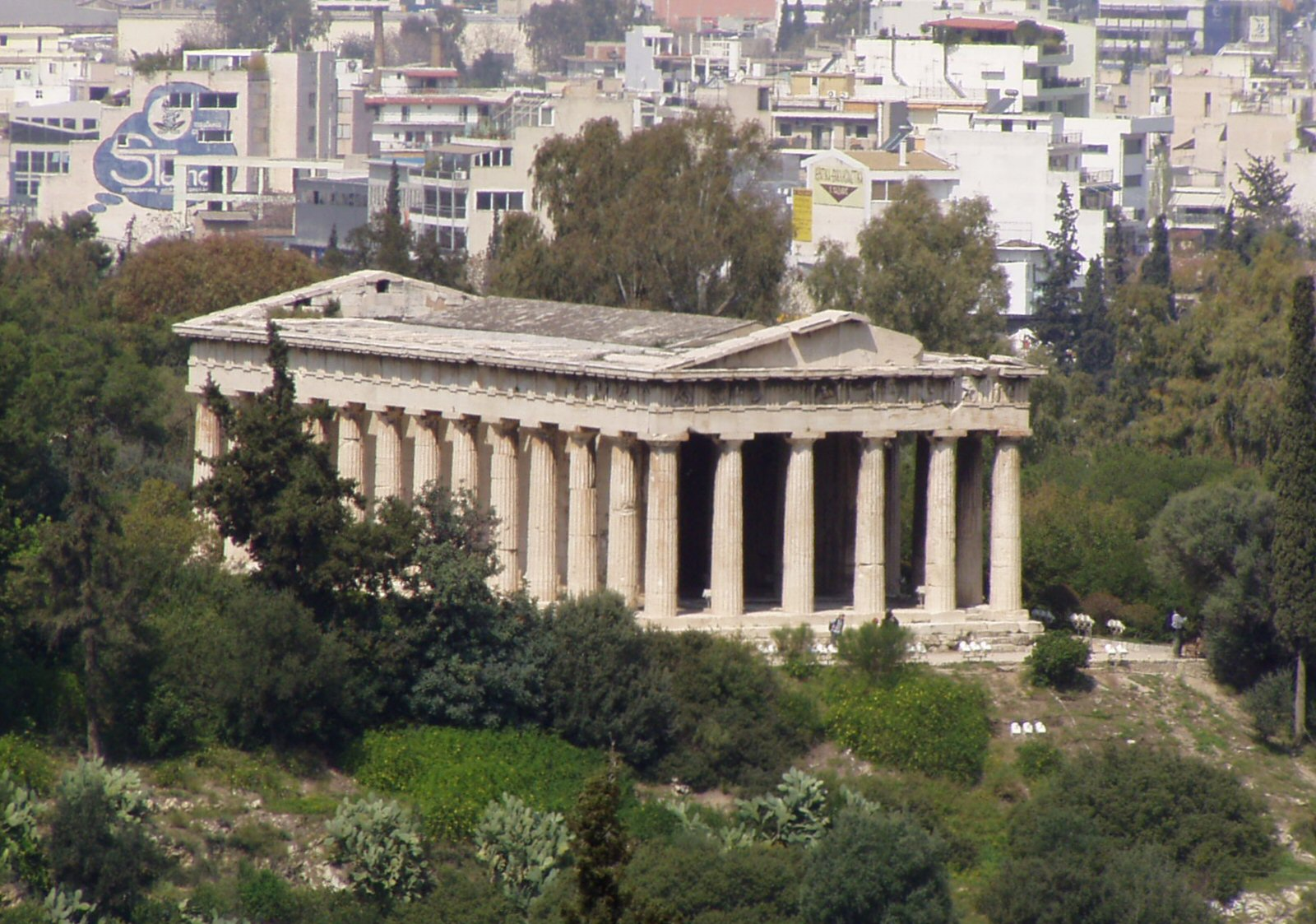
Hephaisteion auf der Agora

Auf dem Kolonos Agoraios, dem Hügel, der die Agora westlich begrenzt, befindet sich ein beinahe unzerstörter Marmortempel. Es wird davon ausgegangen, dass es sich dabei um das Hephaisteion handelt, in dem Hephaistos, der Gott der Schmiedekunst, und Athene, die Göttin des Handwerks und der schönen Künste, verehrt wurden. Die Identifizierung ist nicht gesichert (es wurde auch vermutet, dass es sich bei dem Tempel um das Theseion oder den Tempel der Eukleia handeln könnte), aber sie wird durch den Fund von Metallschmelzgruben und Schlackeresten gestützt. Es scheint durchaus logisch, dass der Tempel des Schmiedegottes in der Nähe der Wirkungsstätte von Schmieden und weiteren metallverarbeitenden Handwerken errichtet worden sein könnte. Der Gott Hephaistos war für die das gesamte künstlerische Spektrum der Metallverarbeitung „zuständig“, einschließlich der Herstellung von Schmuck, Waffen, sakral-rituellen und profanen Gebrauchsgegenständen.
Man nimmt an, dass der Tempel Mitte des 5. Jahrhunderts v. Chr., während der perikleischen Zeit (443–429 v. Chr.), begonnen wurde. Fertig gestellt wurde er wahrscheinlich erst gegen Ende des Jahrhunderts. Inschriften besagen, dass das Statuen-Paar im Innern der Cella erst zwischen 421 und 415 v. Chr. aufgestellt wurden. Es wurde vom Bildhauer Alkamenes aus Bronze hergestellt und zeigte Hephaistos und Athene.
Das Hephaisteion wurde größtenteils aus Pentelischem Marmor erbaut. Außen besitzt es 6×13 dorische Säulen. Ansonsten hat es alle Elemente eines klassischen griechischen Tempels. Der Tempel verfügt über einen besonders reichen Skulpturenschmuck. An der Vorderfront sind die Metopen mit den Taten des Herakles verziert, seitlich sind dort die Taten des Theseus angebracht. An einem Fries über dem Pronaos wird eine Schlacht dargestellt. An der gegenüberliegenden Seite (dem Fries über dem Opisthodomos) wird eine Schlacht zwischen Lapithen und Kentauren gezeigt (Kentauromachie). Pflanzlöcher, die um den Tempel herum entdeckt wurden (und inzwischen wieder benutzt werden), zeigen, dass bereits in klassischer Zeit um Tempel herum regelrechte Haine angelegt wurden, die die Umgebung um die Tempel begrünten.
Vom Parthenon abgesehen ist das Hephaisteion der besterhaltene und bestausgestattete griechische Tempel. Dies liegt daran, dass zum einen Athen kein klassisches Erdbebengebiet ist, dass zum anderen das Hephaisteion als christliche Kirche benutzt wurde und daher nicht, wie viele andere Gebäude, als Steinbruch für neuere Gebäude diente.

#### Der Zwölfgötter-Altar (16)
In der nordwestlichen Ecke der Agora wurde 1934 neben der Panathenäen-Straße eine quadratische Fläche aus Steinquadern gefunden. Diese Fläche wurde von einem niedrigen Kalksteinsims begrenzt, in dem noch die Markierungen eines Steingitters zu erkennen sind. Die Fläche war ursprünglich von einer kleinen Mauerbrüstung umgeben. Dank einer Inschrift auf einem Statuensockel an der Westseite der Umfriedung, „Leagros, Sohn des Glaukon, weihte dies den zwölf Göttern“ (eingemeißelt zwischen 490 und 470 v. Chr.), wird vermutet, dass es sich bei dieser Umfriedung um den Altar der zwölf olympischen Götter handeln muss.
Der jüngere Peisistratos hat laut Thukydides diesen Altar als Archont (522/521 v. Chr.) gestiftet. Er scheint in den Perserkriegen beschädigt und anschließend repariert worden zu sein. Der Altar diente unter anderem der Entfernungsmessung und stellte einen künstlichen Mittelpunkt Athens dar. Außerdem war der Altar im Altertum als Fluchtort und Asyl bekannt.

#### Tempel des Apollon Patroos (14)
In die zweite Hälfte des 4. Jahrhunderts v. Chr. zu datieren ist der Tempel des Apollon Patroos, der an der Westseite der Agora, südlich der Stoa des Zeus errichtet wurde. Es handelte sich vermutlich um einen Prostylos mit sechs Frontsäulen ionischer Ordnung und tiefem Pronaos zwischen langgezogenen Antenwänden. Ältere Rekonstruktionsversuche gingen von einem Antentempel mit vier Säulen zwischen den Anten aus. Die Cella maß 10 × 16,5 Meter und barg laut Pausanias Apollon-Statuen aus der Hand bedeutender Künstler. An der Nordseite der Cella schloss sich ein separater Raum an, der als Adyton gedeutet wird. Der Bau ersetzte wahrscheinlich einen älteren, während der Perserkriege 480 v. Chr. zerstörten Tempel aus dem 6. Jahrhundert v. Chr., von dem die Reste einer Apsis freigelegt werden konnten.

#### Ares-Tempel
Dieser dem Ares und der Athene geweihte Marmortempel dorischer Ordnung wurde ursprünglich im 5. Jahrhundert v. Chr. errichtet, aber erst im späten 1. Jahrhundert v. Chr. auf die Agora verlegt. Sein ursprünglicher Standort wurde bei Rettungsgrabungen ab dem Jahre 1994 in Pallene, einem Vorort Athens entdeckt. Während des augusteischen Bauprogramms wurde er Stein für Stein abgetragen und auf der Agora wieder aufgebaut. Dieses Schicksal ist auch anderen, kleineren Bauwerken widerfahren. Sie wurden entweder ganz oder teilweise aus unbelebten Gegenden nach Athen gerettet.

#### Die Eponymen Heroen (10)
In der Südwestecke der Agora wurden im 4. Jahrhundert v. Chr. nördlich der Heliaia die Eponymen Heroen (häufig auch als „Phylenheroen“ bekannt) aufgestellt. Es handelte sich dabei um Statuen der Namensgeber für die zehn Phylen der kleisthenischen Reformen: Hippothontis, Antiochis, Aiantis, Leontis, Erechtis, Aigeis, Oineis, Akamantis, Kekropis und Pandionis. Wie der Name des Monuments andeutet, handelt es sich dabei ausschließlich um Heroen der griechischen Geschichte, die vom Orakel von Delphi ausgewählt worden waren.
Die Statuen standen auf einem gut 16 Meter langen und knapp 2 Meter breiten Podest, das durch einen Holzzaun abgeschirmt war. Das Podest diente auch als „schwarzes Brett“ für Nachrichten der einzelnen Phylen. Nachrichten wurden für eine Phyle unter den entsprechenden Heroen angebracht.

### Die Stoen (Säulenhallen)

#### Stoa Basileios (17)
Hauptartikel: Stoa Basileios
1970 wurde in der Nordwestecke der Agora eine kleine (18 × 7,5 m) Stoa ausgegraben. Durch zwei Inschriften wissen wir, dass es sich bei der Stoa um die Stoa Basileios handelt, die dem Archon basileus, dem zweithöchsten Archonten, der für Kulthandlungen verantwortlich war, als Amtssitz diente.
Wann die Stoa Basileus errichtet wurde, ist unklar. Aristoteles schreibt: „Er [Solon] entwarf eine Verfassung und schuf weitere Gesetze [...] Man schrieb die Gesetze auf Tafeln und stellte sie dann in der Stoa Basileios auf.“ Solon stellte seine Verfassung bereits Anfang des 6. Jahrhunderts v. Chr. auf, verschiedene stilistische Merkmale an der Stoa (beispielsweise ein dorischer Fries) deuten jedoch auf eine Errichtung Mitte des 6. Jahrhunderts hin. Außerdem wurde unter dem Fußboden Keramik gefunden, die um 500 v. Chr. datiert wurde. Als sicher gilt jedoch, dass die Stoa nach dem Persersturm 480 v. Chr. wieder aufgebaut wurde. Vielleicht kann dies die Diskrepanzen erklären.
Die Stoa besitzt an der Vorderseite, die nach Osten gerichtet ist, acht dorische Säulen. Vor der Stoa befanden sich ursprünglich Bänke aus Kalkstein für den Archon und seine Beisitzer, im 4. Jahrhundert v. Chr. wurden sie jedoch durch Marmorbänke ersetzt. Vor der Stoa befindet sich außerdem ein großer Stein, der λίθος (Lithos), auf den alle Beamten bei Amtsantritt schwören mussten. Der Stein befand sich unter Umständen schon vor der Errichtung der Stoa dort und war wohl für die Wahl des Ortes der Stoa verantwortlich. Abgesehen von den Amtsgeschäften des Archon Basileios wurde die Stoa auch für Festbankette benutzt, wie der Fund einer großen Menge hochwertigen, bemalten Geschirrs hinter der Stoa beweist. Dieses Geschirr besaß – genau wie das der Tholos – die eingeritzte Ligatur ΔΕ für Demosion, die es als Volkseigentum auswies.
Während es nicht sicher ist, ob die Gesetze von Solon wirklich in der Stoa aufgestellt wurden (so wie es Aristoteles behauptet), wissen wir, dass in der letzten Dekade des 5. Jahrhunderts v. Chr. die Gesetze in Stein gemeißelt und von einem gewissen Nikomachos in der Stoa aufgestellt wurden. Stücke dieser Gesetzestafeln wurden gefunden. Sie waren wahrscheinlich an der Rückwand der Stoa befestigt. Da bald der Platz in der Stoa nicht mehr ausreichte, wurden an beiden Seiten Säulenvorhallen angebracht, in denen ebenfalls Gesetzestafeln aufgestellt werden konnten.
Im Jahre 399 v. Chr. war die Stoa Schauplatz des Vorprozesses gegen den Philosophen Sokrates. Der Archon Basileus hatte als Hüter der Religion die Aufgabe, die Beweise gegen Sokrates zu sammeln und an das Gericht zu übergeben, wenn sie für eine Anklage ausreichten.
In der zweiten Hälfte des 4. Jahrhunderts v. Chr. wurde vor der Stoa eine etwa drei Meter hohe weibliche Marmorstatue auf einem Sockel errichtet. Es ist unklar, ob es sich bei dieser Statue um Themis, Göttin der Gerechtigkeit, oder Demokratia gehandelt hat. Die Statue wurde später in einer Mauer verbaut und ist noch teilweise erhalten.

#### Stoa Poikile (20)
Nordöstlich der Stoa Basileios wurden Teile einer weiteren Stoa ausgegraben. Zusammen bilden die Stoen die Nordwestecke der Agora. Zwischen ihnen verlässt die Panathenäen-Straße die Agora. Diese vermutlich im zweiten Quartal des 5. Jahrhunderts v. Chr. gebaute zweite Stoa ist mit 12,5 mal (vermutlich) 36 Metern wesentlich größer als die Stoa Basileus. Wie diese ist sie außen im dorischen Stil gehalten, obwohl sie innen ionische Säulen besaß. Die Stoa hat ihre offene Seite nach Süden (und damit der Sonne zugewandt), während die Nordwand den kalten Nordwind abhalten sollte.
Mit großer Wahrscheinlichkeit handelt es sich bei dieser Stoa um die Stoa Peisianaktios (ἡ Πεισιανάκτειος στοά), die später in Stoa Poikile (ἡ ποικίλη στοά) umbenannt wurde. Den ersten Namen erhielt sie von ihrem Erbauer, einem gewissen Peisianax. In der Stoa wurden Bilder von berühmten athenischen Künstlern (wie Polygnotos, Mikon oder Panainos) ausgestellt. Sie waren auf Holztafeln (σανίδες – sanides) aufgetragen. Laut Pausanias beschreiben die Bilder hauptsächlich militärische Szenen, sowohl mythologische als auch reale, so zum Beispiel die Schlacht von Marathon. Die Bilder, die der Stoa auch den Namen Poikile (das heißt „bunte Stoa“) eingebracht hatten, wurden erst in christlicher Zeit entfernt. Neben Bildern befanden sich in der Stoa Poikile auch reale Zeugnisse athenischer Siege, wie zum Beispiel Rüstungen und Schilde besiegter Gegner.
Die Stoa Poikile war nicht nur ein Museum, sondern diente als Treffpunkt für die Bürger Athens. So waren hier Bettler, Gaukler, Händler und natürlich auch Philosophen zu finden. In der Stoa Poikile traf sich unter anderem Zenon, der Begründer der Stoiker, mit seinen Anhängern. Auch verschiedene öffentliche Veranstaltungen, wie Gerichtsprozesse, fanden hier statt.

#### Stoa des Zeus Eleutherios (15)
Südlich der Stoa Basileios befand sich eine weitere Stoa. Diese Stoa war Zeus Eleutherios (Ζεὺς Ἐλευθέριος, Zeus dem Befreier) geweiht. Der Zeus-Eleutherios-Kult wurde nach der endgültigen Vertreibung der Perser (479 v. Chr.) eingerichtet. Seine Stoa wurde wohl zwischen 430 und 420 v. Chr. gebaut und anschließend mit den Schilden von Athenern geschmückt, die im Kampf gegen die Perser gefallen waren.
Die Fassade der Stoa bestand aus Pentelischem Marmor. Es war nach der dorischen Ordnung gebaut und besaß zwei hervortretende Flügel. Auch die Stoa Eleutherios war, wie die Stoa Poikile, mit Bildern geschmückt. Angeblich soll sich Sokrates in dieser Stoa mit seinen Freunden und Schülern getroffen haben.

#### Süd-Stoa I (4)
Zwischen einem Brunnenhaus und der Heliaia wurde an der Südseite der Agora zwischen 430 und 420 v. Chr. (also in der Zeit des Peloponnesischen Krieges) eine Stoa errichtet. Sie war in dorischer Ordnung mit einer doppelten Säulenreihe errichtet worden, allerdings lässt sich eine gewisse Sparsamkeit in der Verwendung der Baumaterialien erkennen. So bestehen die unteren Wandpartien aus großen Quadern, während die oberen Teile aus einfachen Lehmziegeln bestanden. Die Eingänge in die verschiedenen Räume dieses Gebäudes sind nicht mittig, sondern seitlich versetzt. Damit erreichte man, dass entlang der Wände Liegen aufgestellt werden konnten. Anscheinend waren die Räume dieser Stoa als Speiseräume ausgelegt worden, auch wenn später in vielen Räumen einfache Bänke aufgestellt wurden.
Zahlreiche Münzfunde in der Stoa scheinen auf eine Benutzung als Handels- oder Bankzentrum hinzuweisen. Diese Vermutung wird auch durch die Tatsache gestützt, dass sich gleich nebenan die offizielle Münzprägestätte Athens befunden hat. Außerdem wurde in der Stoa die Inschrift eines μετρόνομος (Metronomos), eines staatlichen Prüfers für Maße und Gewichte aus dem Jahre 222/221 v. Chr. entdeckt.
Um 150 v. Chr. wurde die Stoa abgerissen, um Platz für eine neue Stoa
zu machen, die als Süd-Stoa II bezeichnet wird.

#### Süd-Stoa II, Mittel-Stoa und Ost-Gebäude
In der ersten Hälfte des 2. Jahrhunderts v. Chr. wurden im Süden der Agora mehrere Gebäude errichtet, die gemeinsam mit der Heliaia einen kleinen Platz von der Agora abtrennten. Die Mittel-Stoa, die vermutlich bereits gegen 180 v. Chr. errichtet wurde, ist etwa 147 × 17,5 m groß und besteht aus einer Säulen-Reihe, die das gesamte Gebäude umgibt. Sie stellt die Trennung zwischen dem kleinen Platz und dem Rest der Agora dar. Daher besitzt die Stoa im Innern auch keine Räume, sondern nur eine Wand, die die Stoa in zwei Hälften teilt. Die Stoa selbst besteht aus einfachen, klassischen Baumaterialien (Kalkstein, Terrakotta und Marmor-Metopen).
Die Süd-Stoa II wurde teilweise über der alten Süd-Stoa errichtet, die deswegen abgerissen werden musste. Die neue Stoa ist größer, etwas anders ausgerichtet als die alte und ihr Fundament wurde außerdem tiefer in die Erde gelegt, um auf gleichem Niveau mit den anderen um den Platz herum gruppierten Gebäuden zu sein. Wie die alte Stoa war auch die neue Stoa in dorischer Ordnung errichtet worden, besaß aber nur noch eine Säulenreihe und keine Räume mehr. Stattdessen besaß sie einen kleinen Brunnen in der Rückwand, der von einer vorbeiführenden Wasserleitung gespeist wurde.
Das so genannte Ost-Gebäude verbindet die Süd- und die Mittel-Stoa an der östlichen Seite des Platzes miteinander. Es ist etwa 12 × 40 m groß und verbindet die Panathenäen-Straße mit dem Platz. Im Innern befinden sich vier quadratische Räume. Der Fußboden besteht aus einem Mosaik aus Marmorsplittern.
Die Funktion dieses südlichen Platzes ist ungeklärt, es wird vermutet, dass es sich hierbei um einen Marktplatz gehandelt haben könnte. Darauf deutet die vermutete Funktion der Süd-Stoa I hin. Die beiden neuen Stoen wären dann Marktgebäude gewesen, so dass Räume in ihnen auch nicht erforderlich waren. Ladengeschäfte wurden in die Stoa des Attalos an der Ostseite der Agora verlegt. Das Ost-Gebäude könnte als Gebäude für die Geldwechsler gedient haben.
Vermutlich im 1. Jahrhundert v. Chr. wurden die Süd-Stoa II, das Ost-Gebäude und die Heliaia bei der Belagerung Athens durch die Römer zerstört.

#### Stoa des Attalos
Hauptartikel: Stoa des Attalos

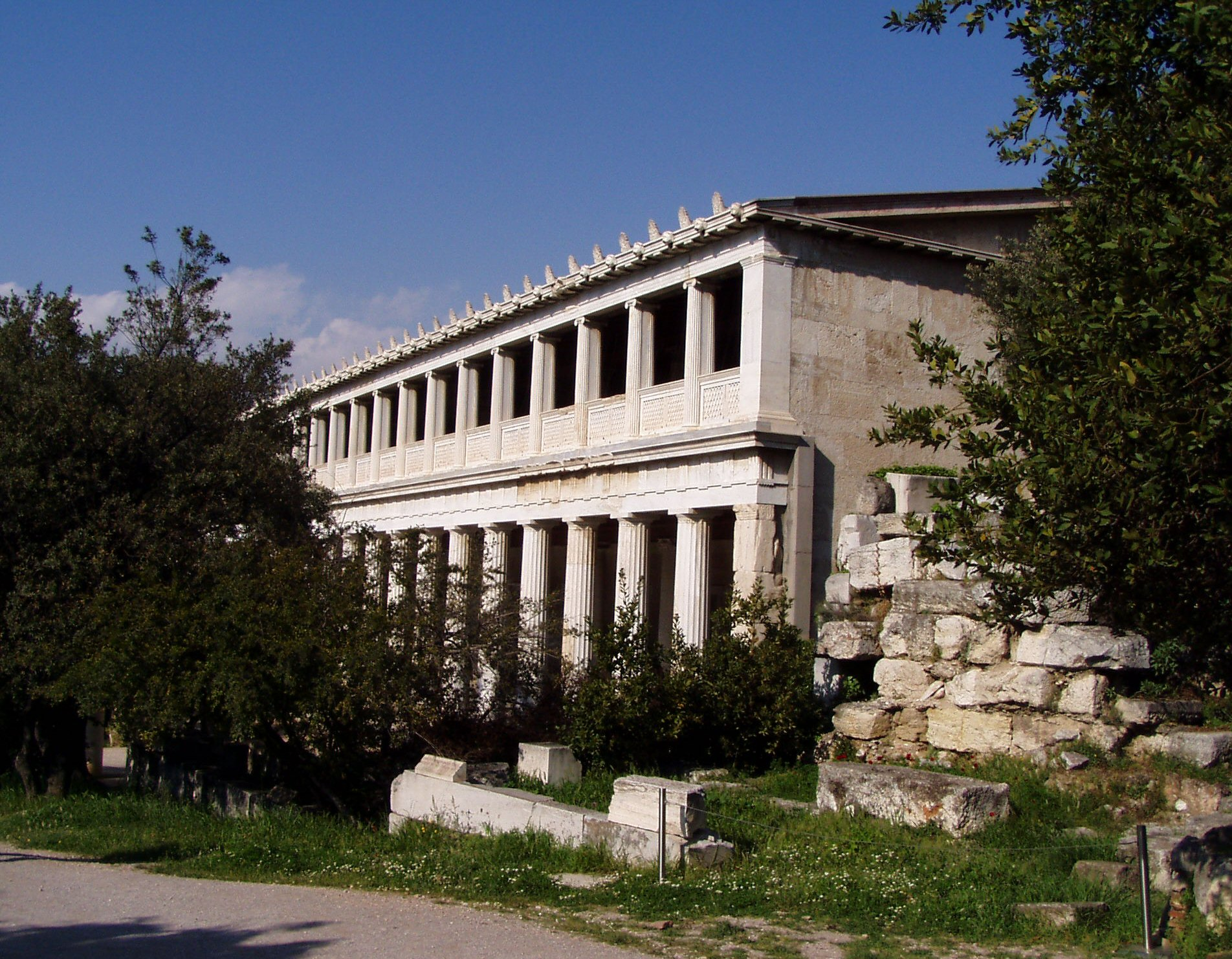
Rekonstruierte Stoa des Attalos, Vorderansicht

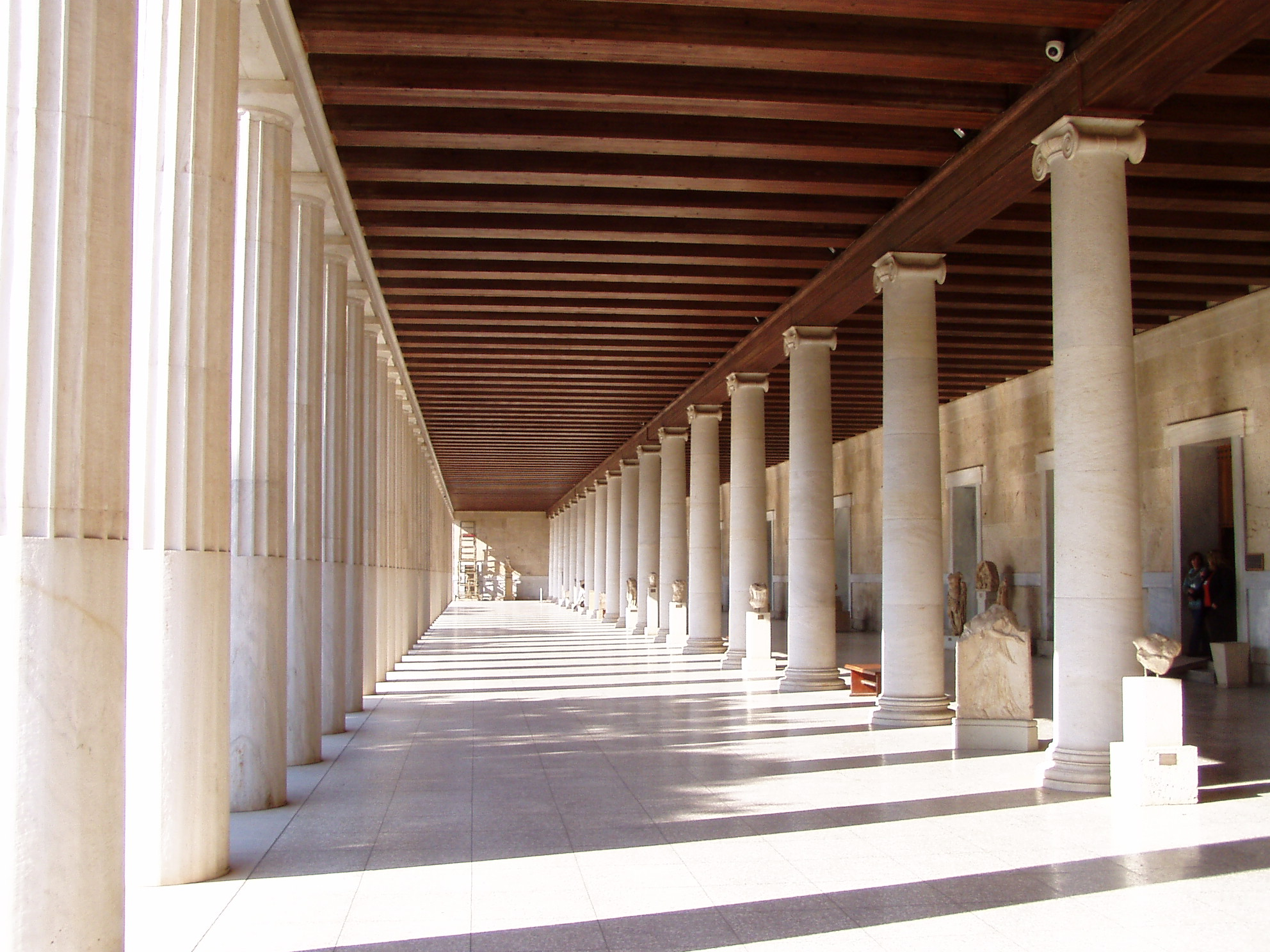
Rekonstruierte Stoa des Attalos, Säulengang

König Attalos II. Philadelphos, Herrscher von Pergamon ließ diese Stoa im 2. Jahrhundert v. Chr. über dem Peristyl-Hof bauen und schenkte sie laut einer Inschrift dem athenischen Volk. Mit einer Größe von 115 × 20 m und zwei Stockwerken handelt es sich um ein sehr großes Gebäude. In beiden Stockwerken gibt es jeweils eine doppelte Säulenreihe, hinter der sich 21 Räume befinden. Es gab sowohl dorische als auch ionische Säulen, deren Abstand größer war als in der Antike üblich: Nur unter jeder dritten Triglyphe befindet sich eine Säule. Alle Räume der Stoa dienten als Ladengeschäfte. Damit wurde dem Handel in Athen ein repräsentatives Gebäude gegeben, das mit heutigen Einkaufszentren vergleichbar ist.
Die Stoa wurde im Jahre 267 von den Herulern zerstört, Teile des Baues wurden in einer Befestigungsmauer wiederverwendet, die bis heute erhalten ist. Zwischen 1952 und 1956 wurde die Stoa wiedererrichtet, um als Museum zu dienen.
Neben einigen Porträtbüsten und Statuetten werden hauptsächlich Vasen und andere Gegenstände aus Ton gezeigt:

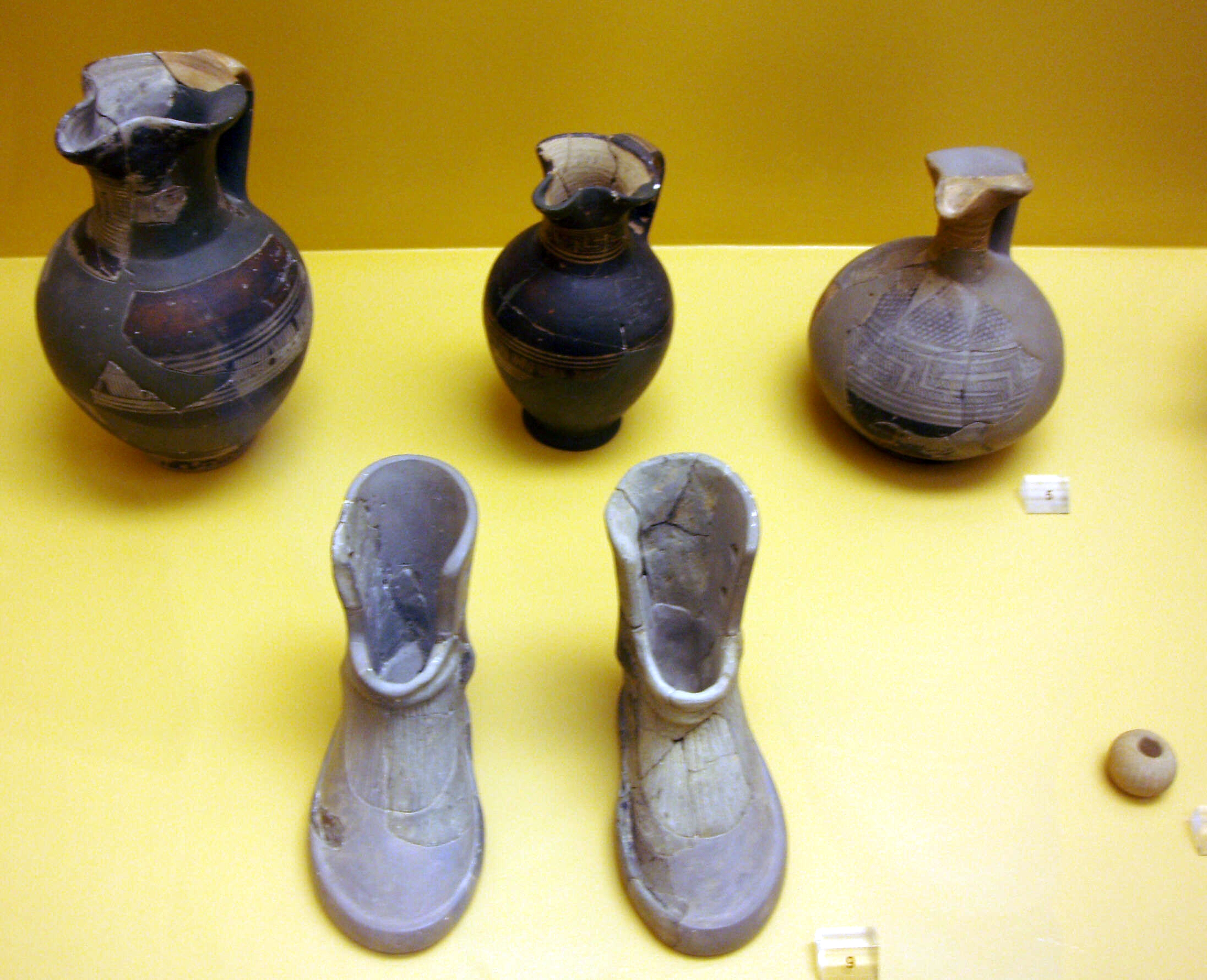
Schuhförmige Gefäße
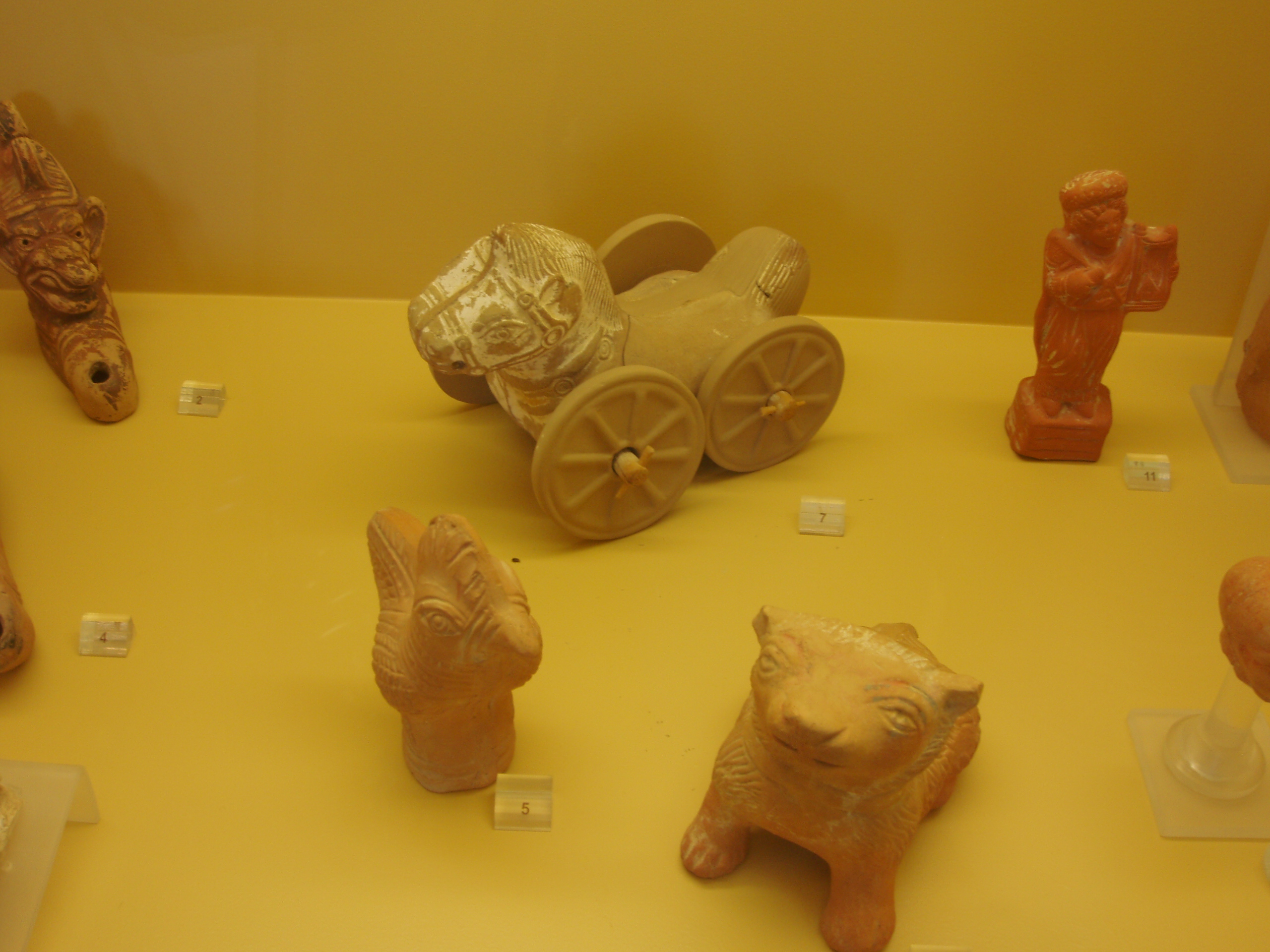
Antikes Kinderspielzeug
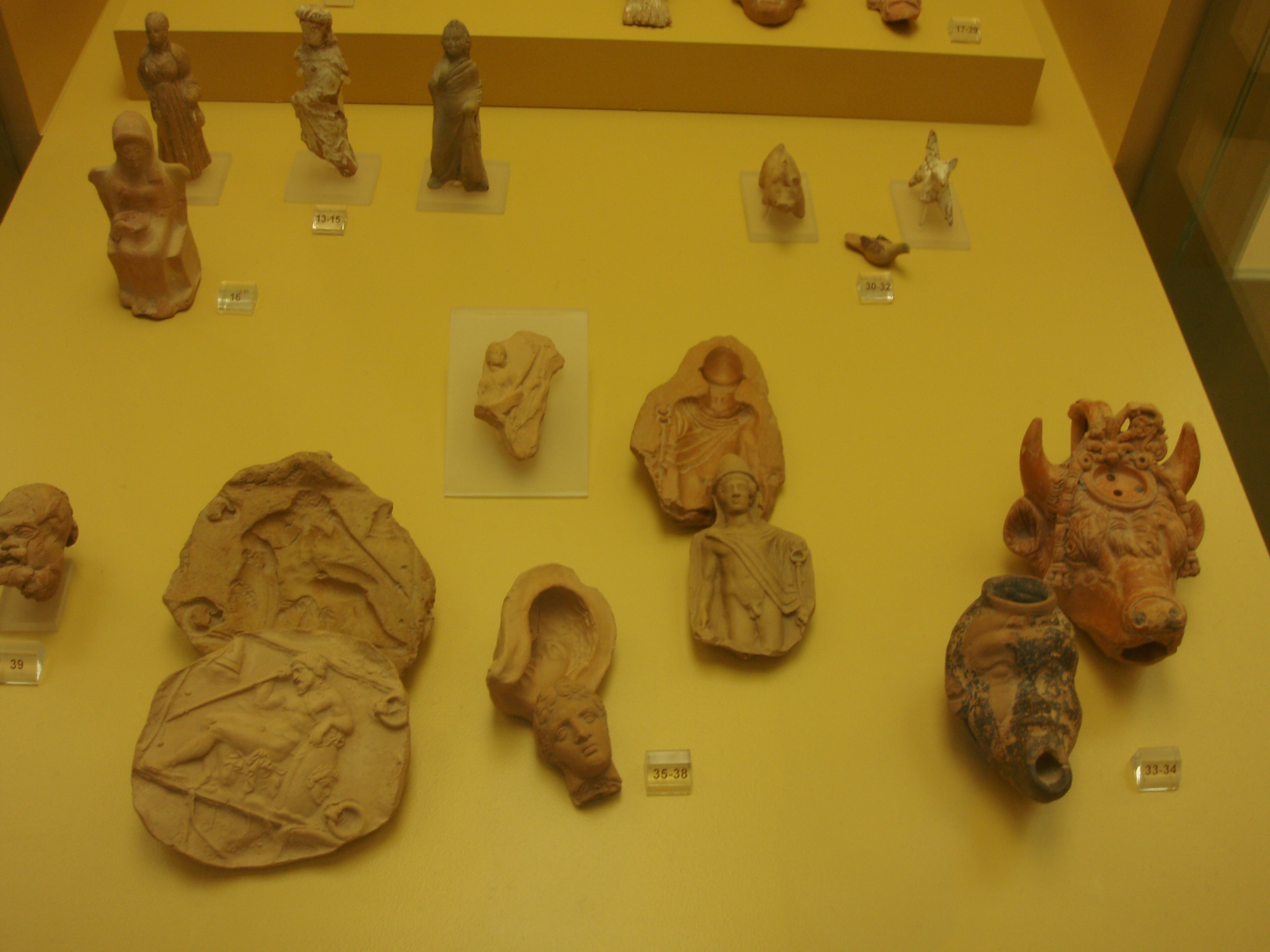
Model zur Herstellung von Tonfiguren oder -reliefs
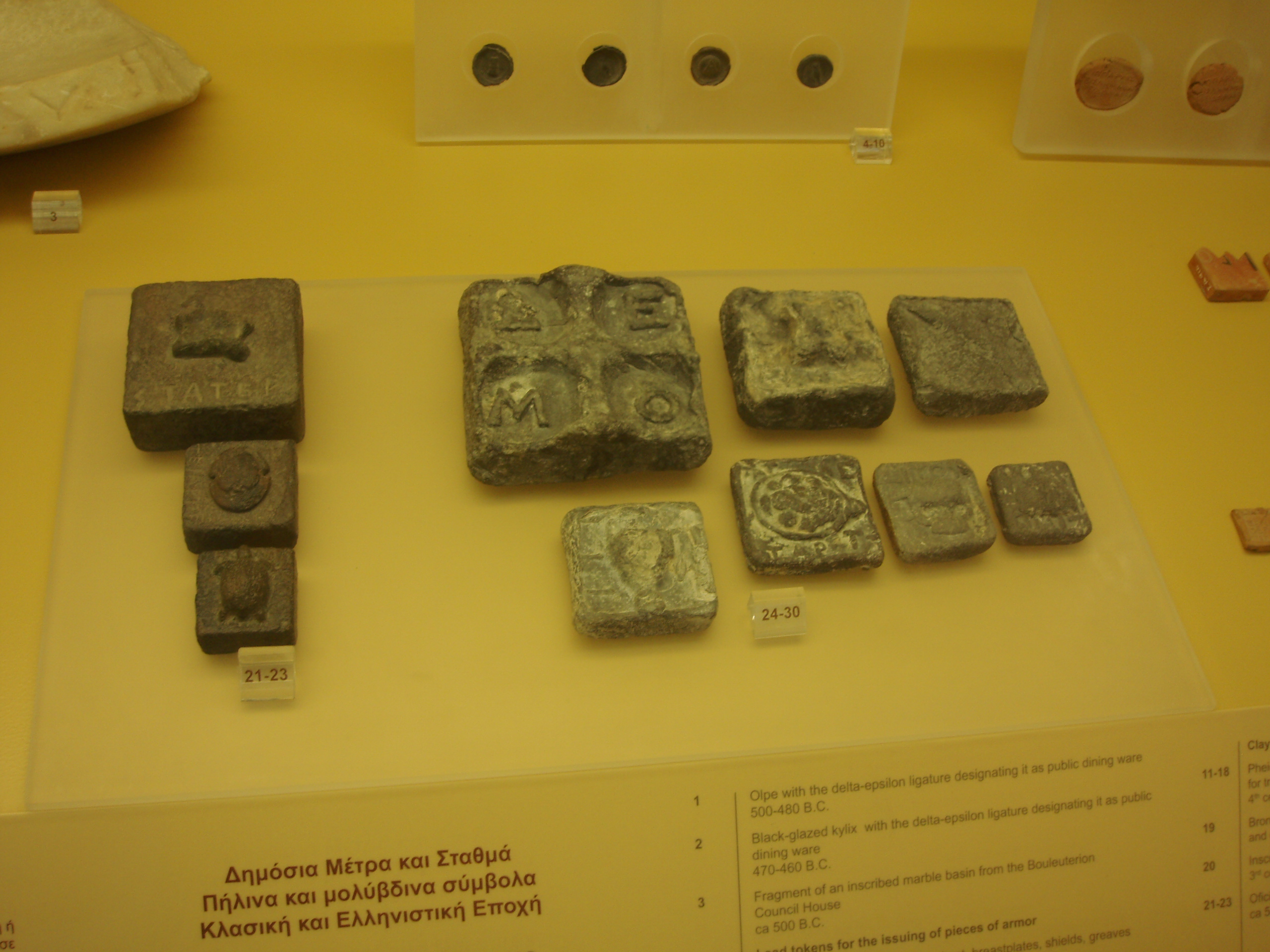
Maße und Gewichte
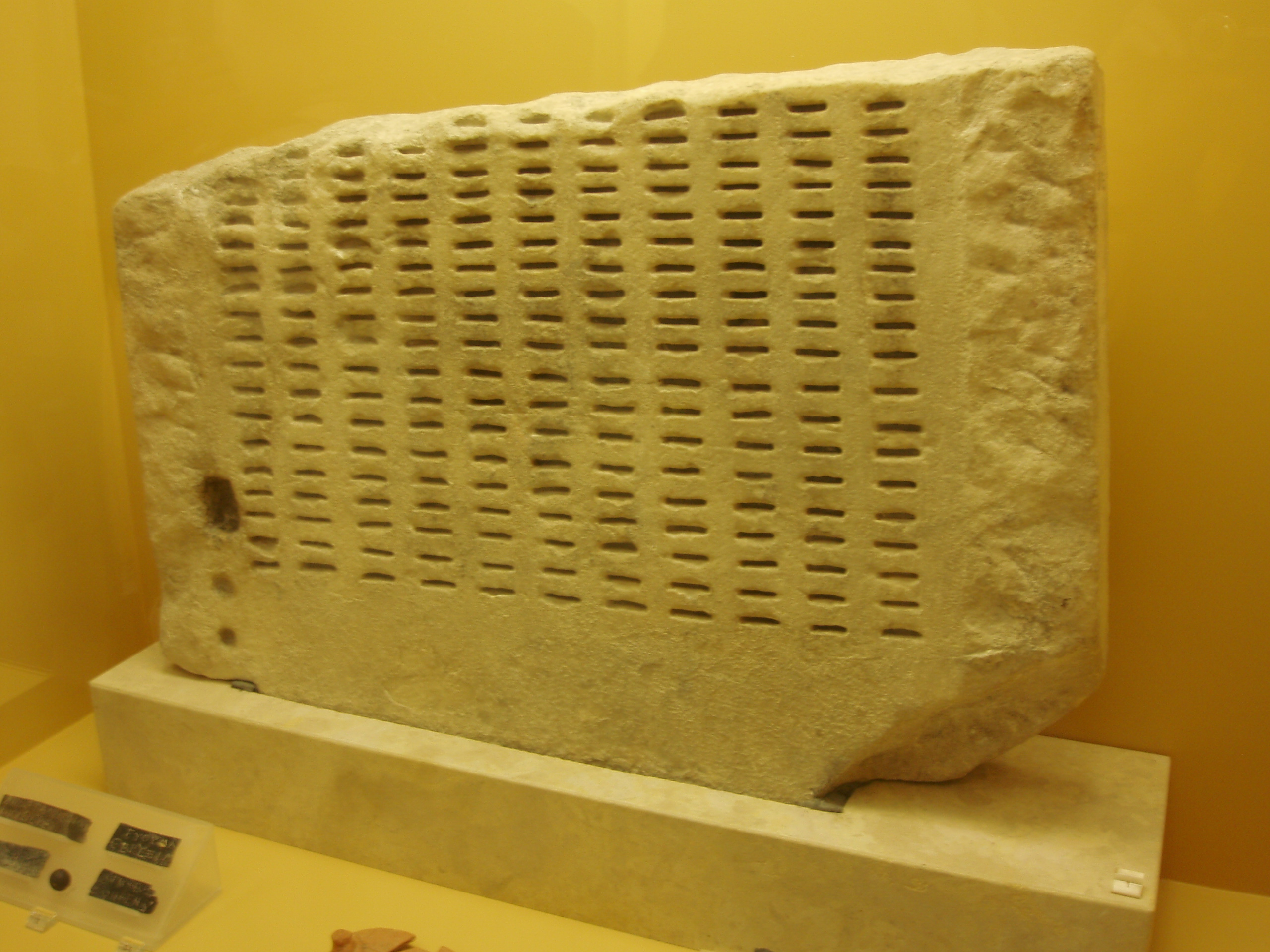
Losmaschine
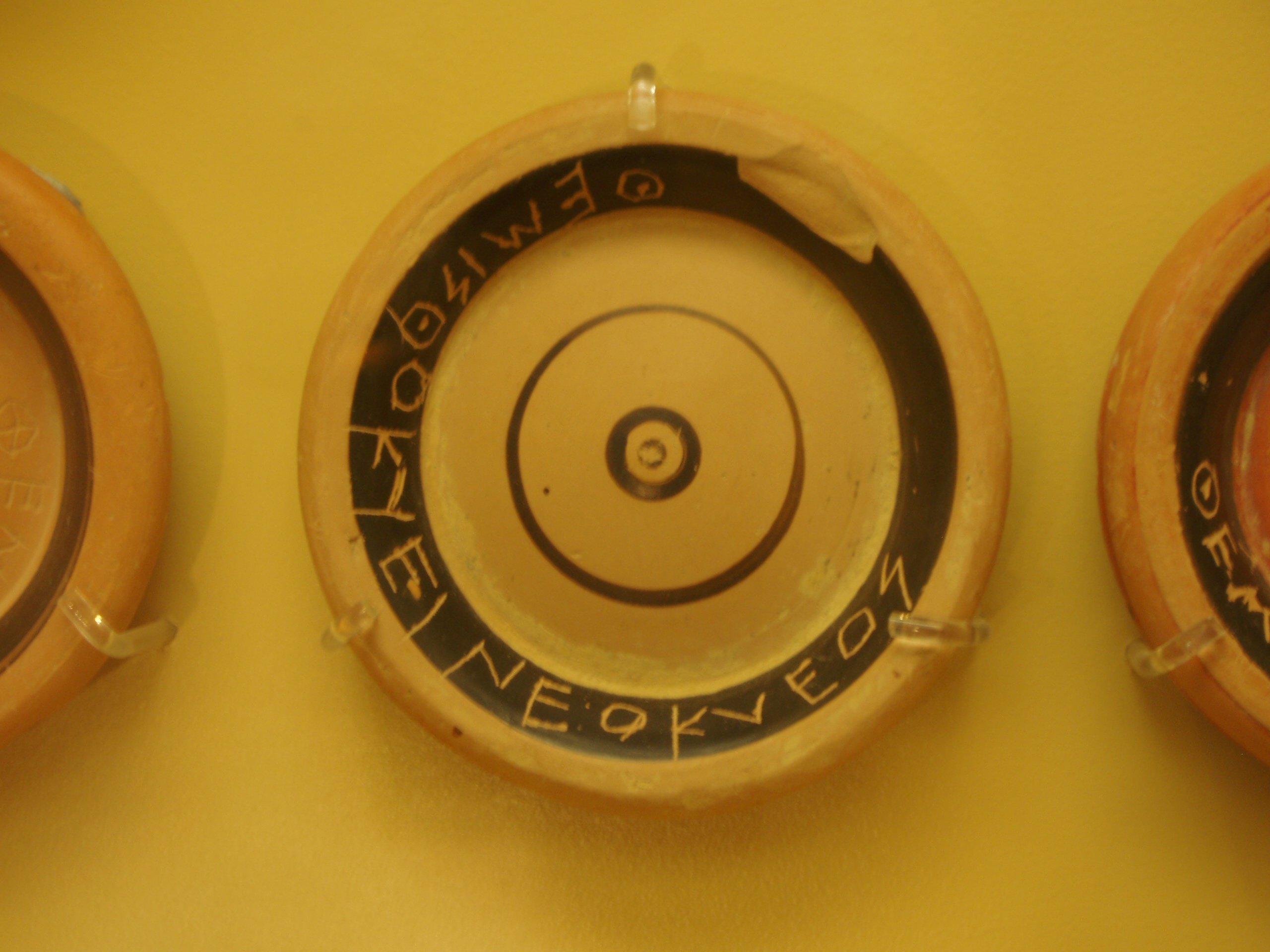
Zeugnis eines Scherbengerichts
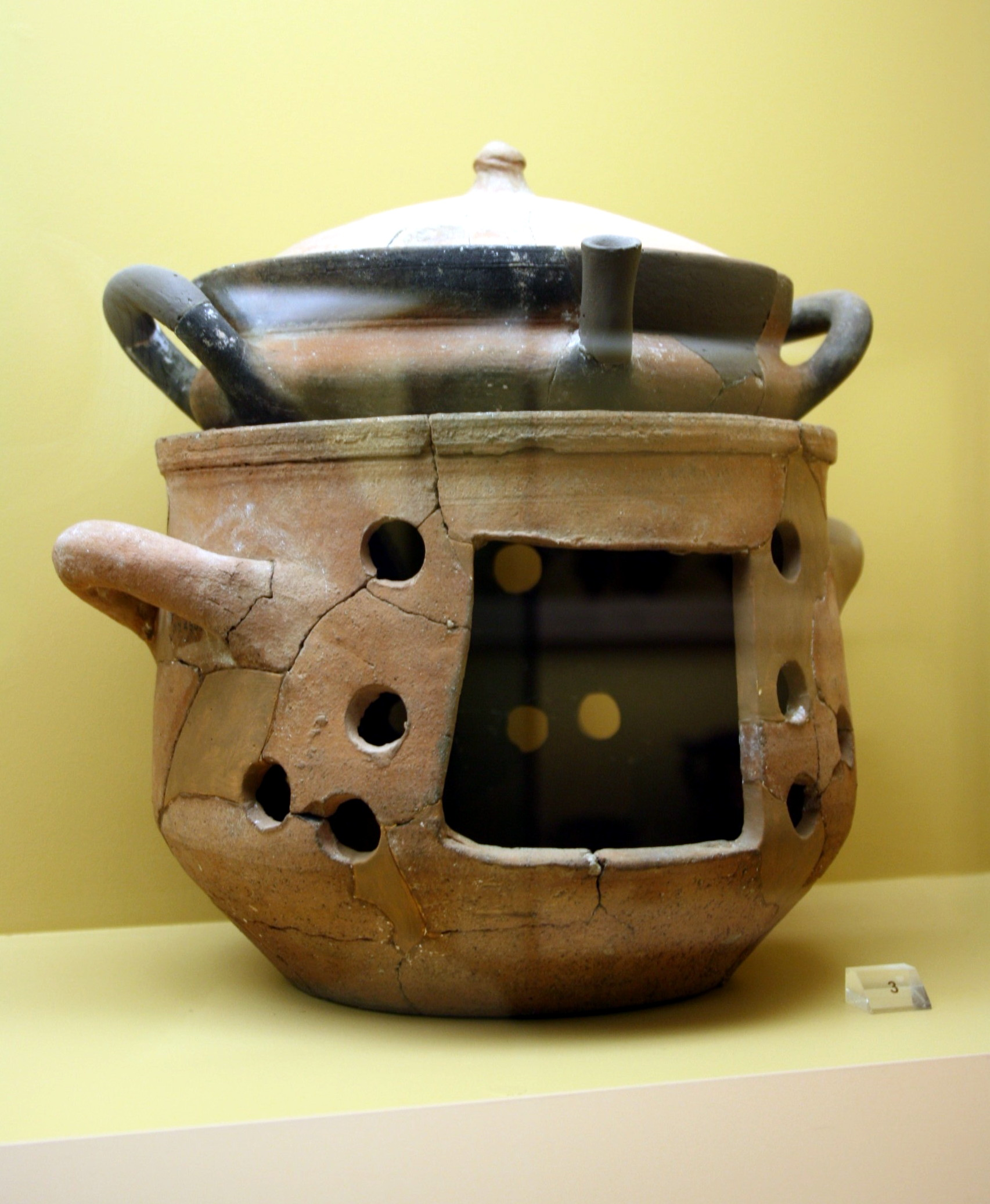
Lopas auf einer Feuerschale
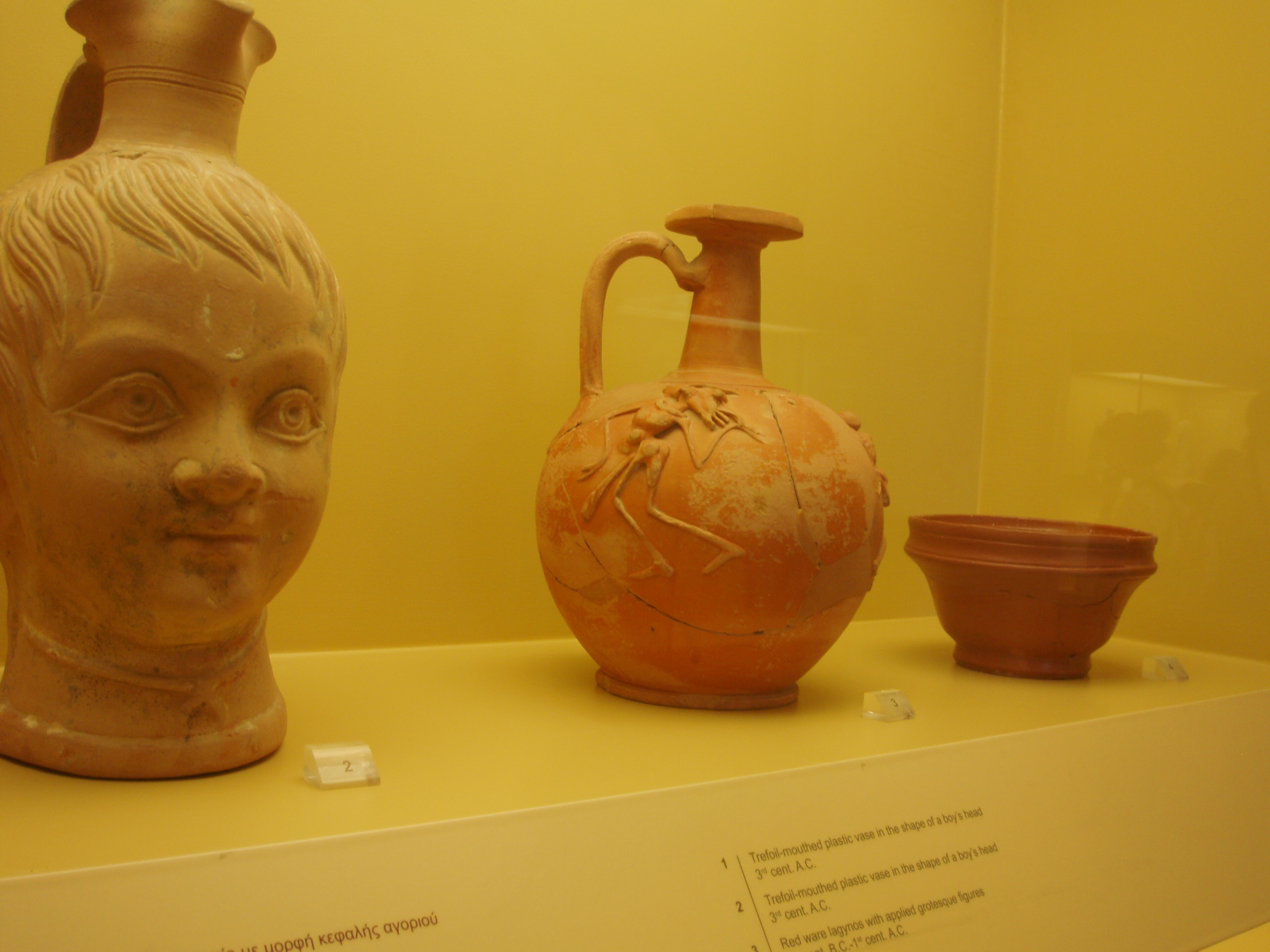
Groteskvase
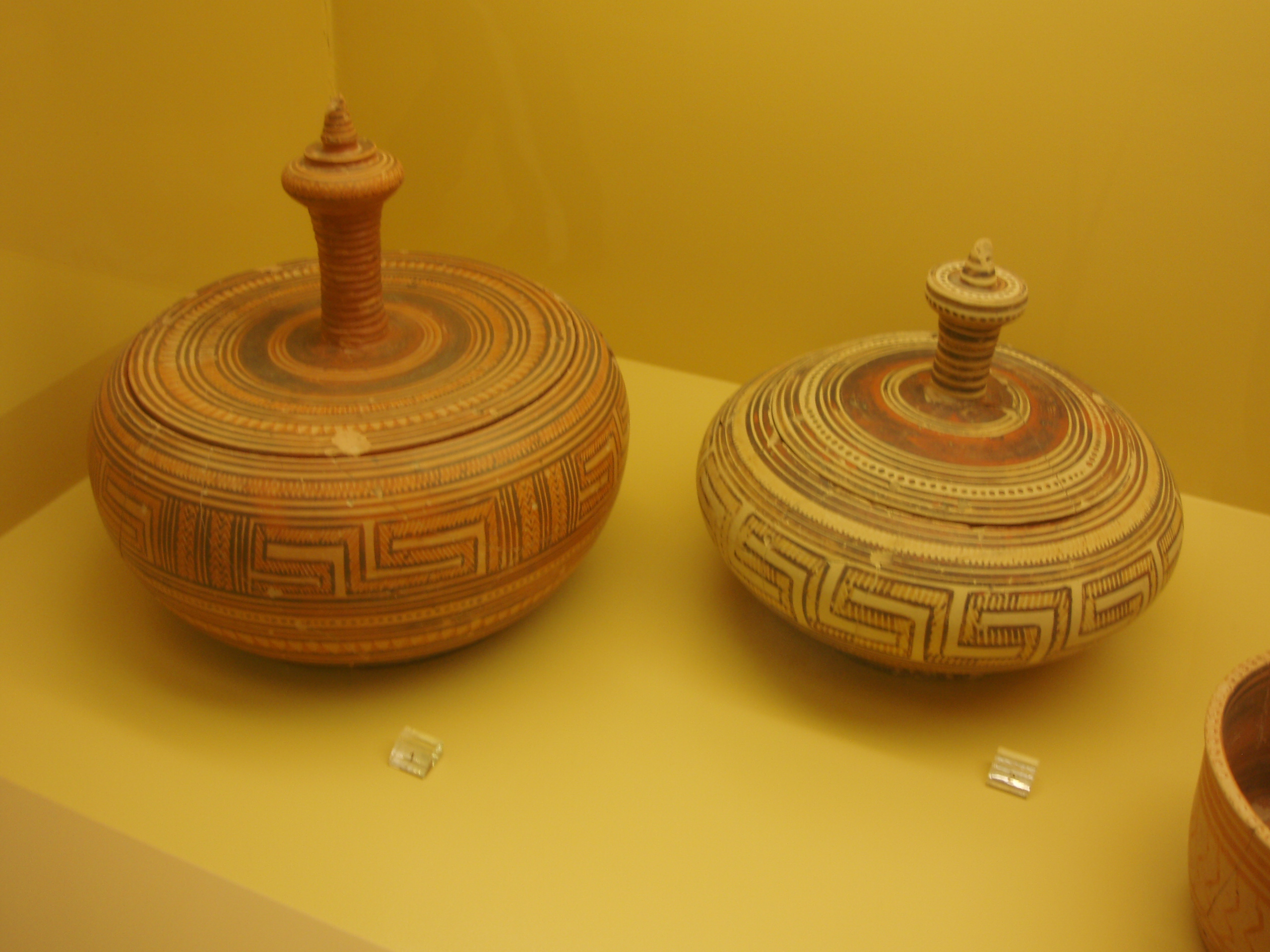
Gefäße mit Mäandermotiv
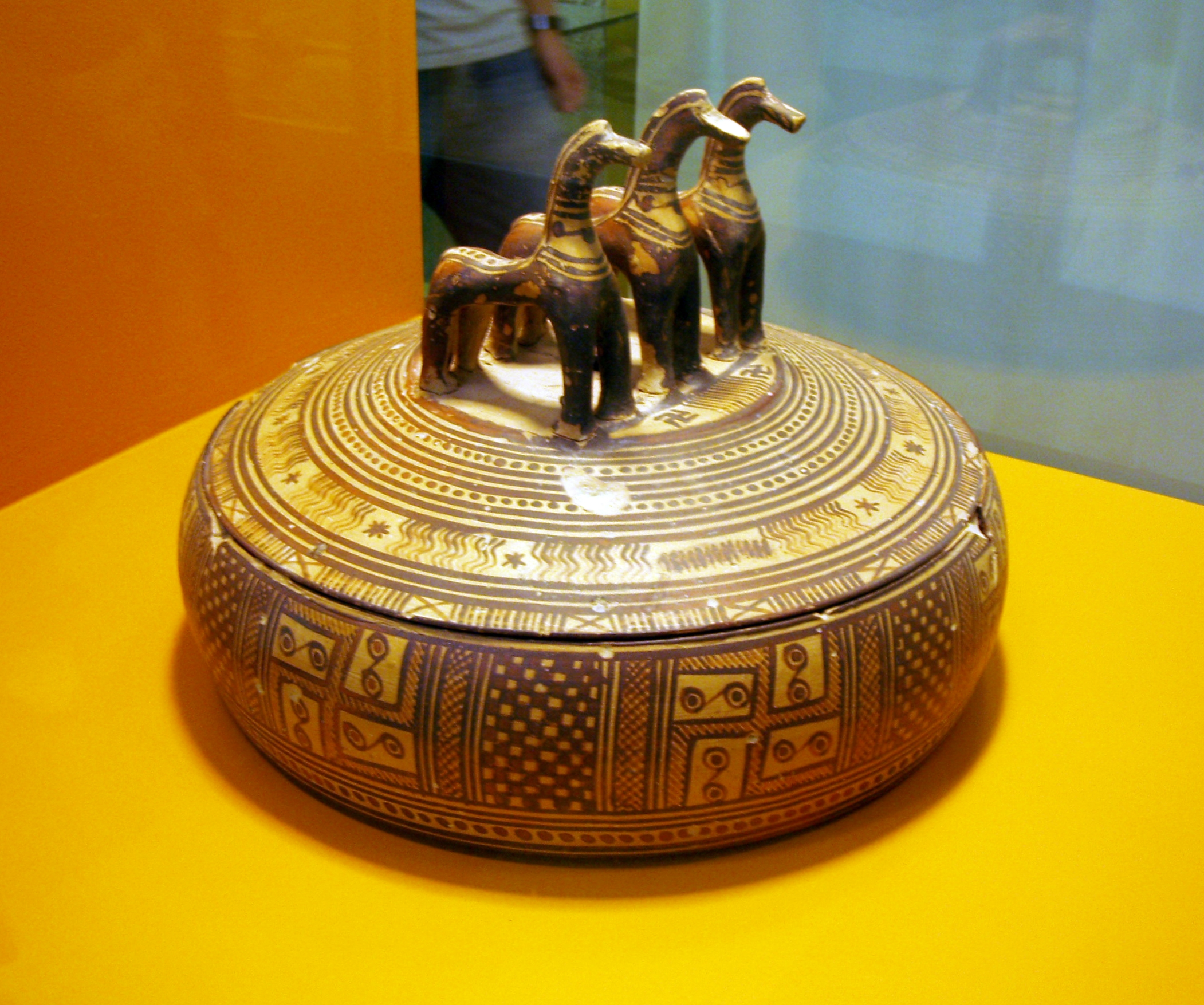
Gefäß mit Hakenkreuzmotiv
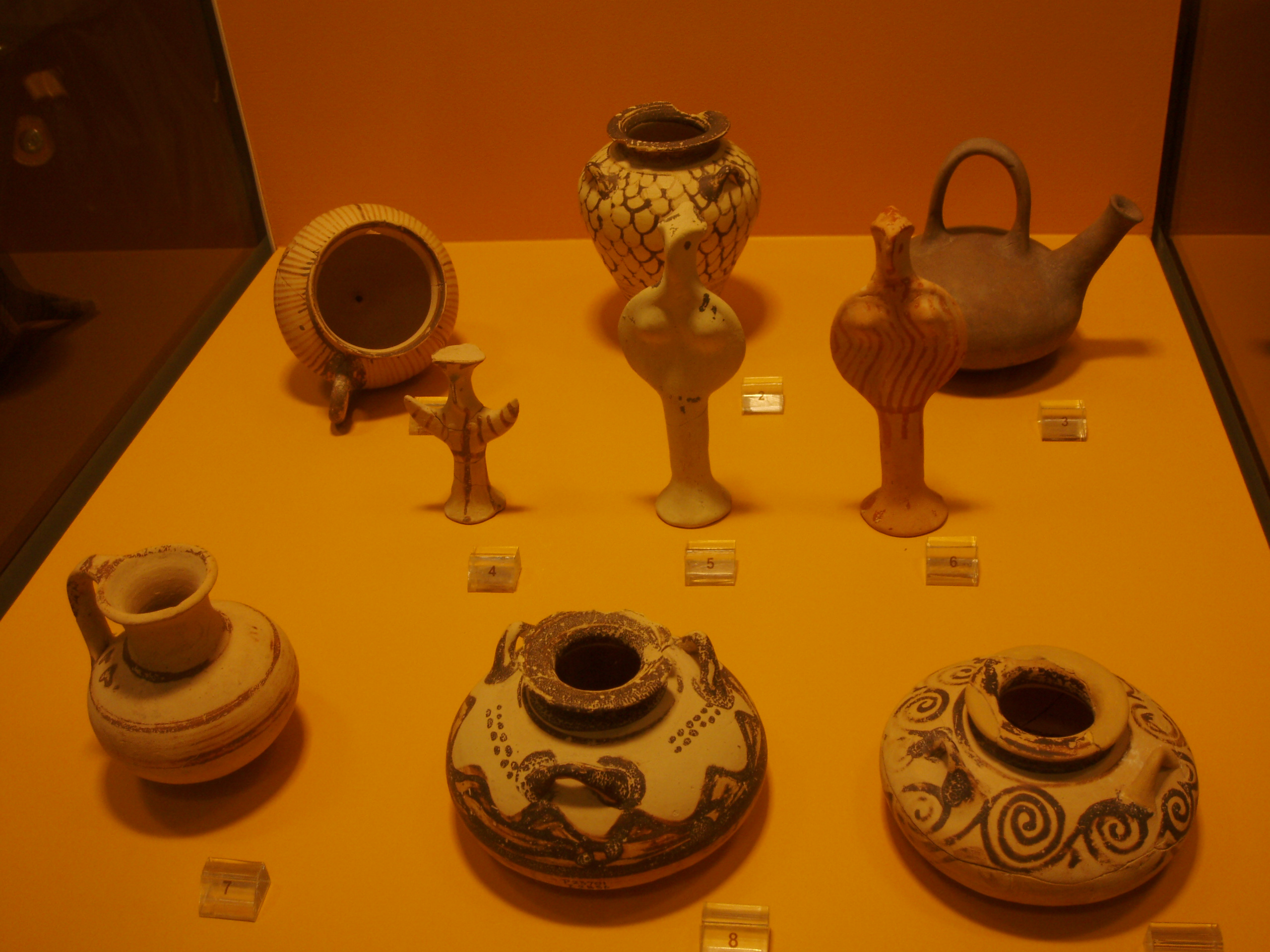
Verschiedene Gefäße und Statuetten
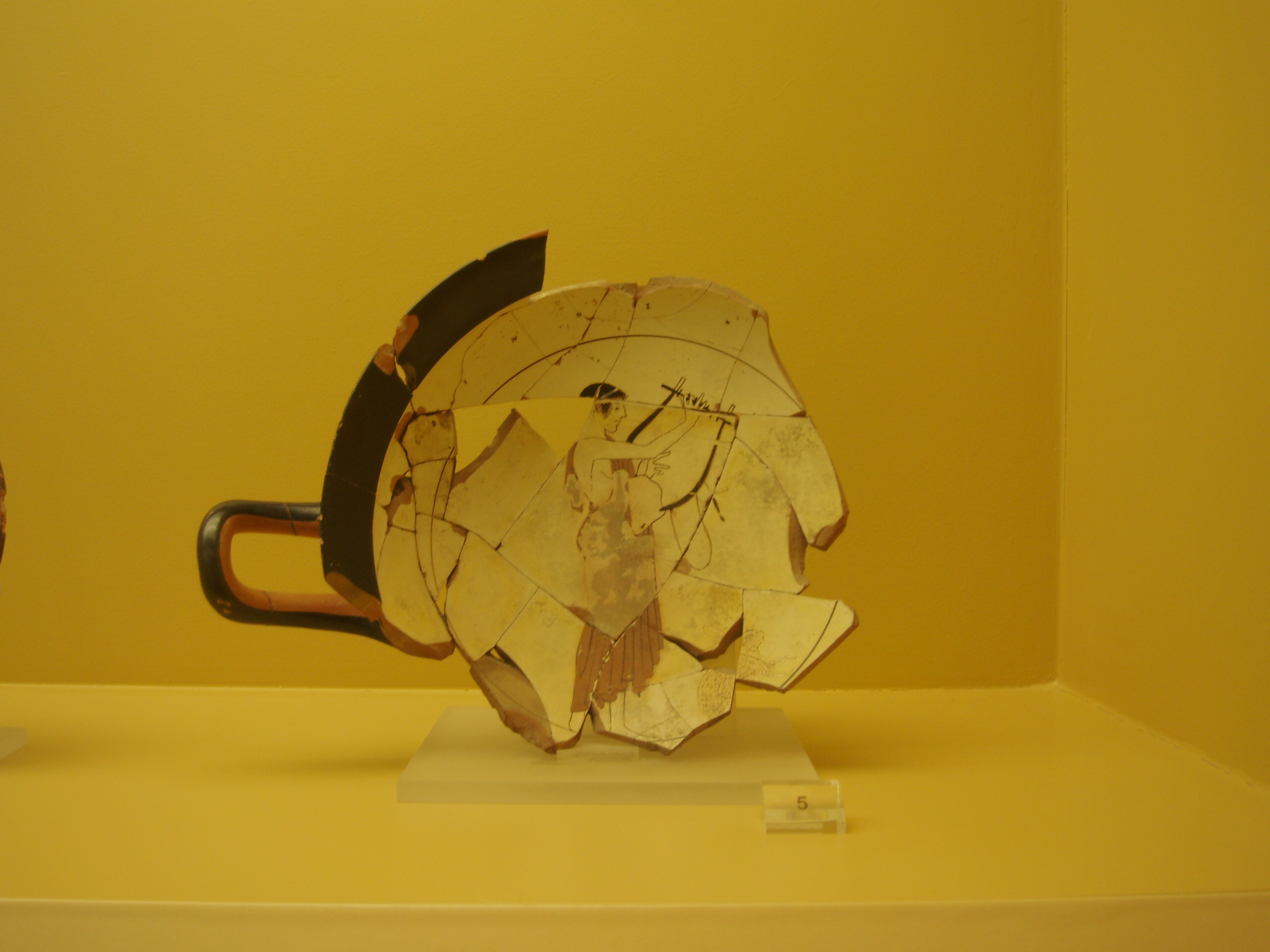
Lyraspieler

#### Die Basilika
Zwar ist die Basilika streng genommen keine Stoa, Basiliken hatten aber bei den Römern ähnliche Aufgaben wie die Stoen bei den Griechen: Sie dienten als Handels- und Marktplätze, für die Verwaltung und Gerichte. Bei der teilweise frei gelegten Basilika im Nordosten der Agora handelt es sich um ein dreischiffiges Gebäude, das wohl von den Römern gebaut wurde, um für die verschiedenen Verwaltungsaufgaben der römischen Provinzialbeamten zu dienen.

### Verwaltungsgebäude

#### Gebäude F
Südlich des alten Buleuterions befindet sich ein Gebäude, das nicht genau zugeordnet werden kann und daher als Gebäude F bezeichnet wird. Das Gebäude ist recht groß und unregelmäßig geschnitten. Um einen mit Säulen gesäumten Hof befinden sich die Zimmer des Gebäudes. Von der Anlage her ähnelt es einem Privathaus (so hat es beispielsweise Kochstellen), es ist dafür aber recht groß und außerdem stört seine Lage am Rande der Agora. Das Gebäude wurde zwischen 550 und 525 v. Chr., also während der Tyrannis der Peisistratiden, erbaut. Es ist daher möglich, dass dies der Wohnsitz der Tyrannen war.
Das Gebäude wurde 480 v. Chr. von den Persern zerstört, die Peisistratiden aber bereits 510 v. Chr. vertrieben. Da später auf demselben Platz die Tholos errichtet wurde, ist es möglich, dass das Gebäude in der Zeit zwischen Tyrannenvertreibung und Zerstörung als Sitz der Ratsherren fungierte.

#### Altes Buleuterion/Metroon (11)
Auf der Westseite der Agora wurde ein quadratisches Gebäude gefunden, das eine Kantenlänge von etwa 23 Metern besitzt. Das Gebäude ist im Innern nicht unterteilt und wurde als Buleuterion identifiziert. Das Buleuterion wurde zur Zeit der Reformen des Kleisthenes von Athen (509–507 v. Chr.) errichtet und diente dem Rat (der Bule) als Amtssitz. Hier wurde über Gesetze beraten und entschieden.
Wie viele Gebäude musste das Buleuterion nach dem Einfall der Perser in Athen Mitte des 5. Jahrhunderts v. Chr. neu aufgebaut werden. Nach dem Neuaufbau bekam das Buleuterion noch eine zweite Aufgabe: Es wurde Staatsarchiv. Außer Gebrauch kam das Buleuterion als Sitz der Bule erst gegen Ende des 5. Jahrhunderts, als nebenan das neue Buleuterion gebaut wurde. Es blieb weiterhin Staatsarchiv und bekam nun den Namen Metroon. Es wurde zugleich als Heiligtum der Rhea, Mutter der olympischen Götter, benutzt. Erst um 140 v. Chr. wurde das alte Buleuterion durch ein neueres Gebäude ersetzt. An dessen Ostfassade befand sich eine Säulenreihe, die Innenaufteilung der Räume ist jedoch unklar.

#### Neues Buleuterion (12)
Westlich, direkt neben dem alten Buleuterion, das während des Persersturms 480 v. Chr. zerstört wurde, wurde am Platz des Rhea-Heiligtums gegen Ende des 5. Jahrhunderts v. Chr. das neue Buleuterion errichtet. Dieses war im Gegensatz zum alten nicht mehr quadratisch, sondern nur noch rechteckig, mit Kantenlängen von 16 × 22 Metern, angelegt. Im neuen Buleuterion saß die Bule vermutlich auf einfachen Holzstühlen mit Blick gen Osten. Später wurde das neue Buleuterion um eine Säulenvorhalle ergänzt.

#### Die Tholos (8)
Vermutlich zwischen 470 und 460 v. Chr. wurde dieses runde Gebäude (mit knapp 20 Metern Durchmesser) auf den Mauern des Gebäudes F errichtet. Es befand sich südlich des alten Buleuterions und diente dem Exekutivkomitee der Bule, der Prytaneis, als Stammsitz. Hier wurden die fünfzig Mitglieder des Komitees nicht nur verköstigt, mindestens ein Drittel hatte immer (auch nachts) anwesend zu sein. Da der Raum nicht ausreichte, um fünfzig Speiseliegen unterzubringen, kann man davon ausgehen, dass hier im Sitzen gespeist wurde. Im Innern der Tholos befinden sich zwei kleinere Kammern, die eventuell als Küche und Speisekammer gedient haben könnten. Wahrscheinlich wurden in der Tholos auch die offiziellen Maße und Gewichte aufbewahrt.
Um die Tholos herum wurde Geschirr gefunden, das die beiden Buchstaben ΔΕ für Demosion (Volkseigentum) eingeritzt hatte. Das Essen, das den Ratsherren serviert wurde, war recht einfach und bestand aus Käse, Wein und Gemüse. Erst im späten 5. Jahrhundert v. Chr. wurde ihnen auch Fisch und Fleisch gereicht.

#### Gerichtshof (5)

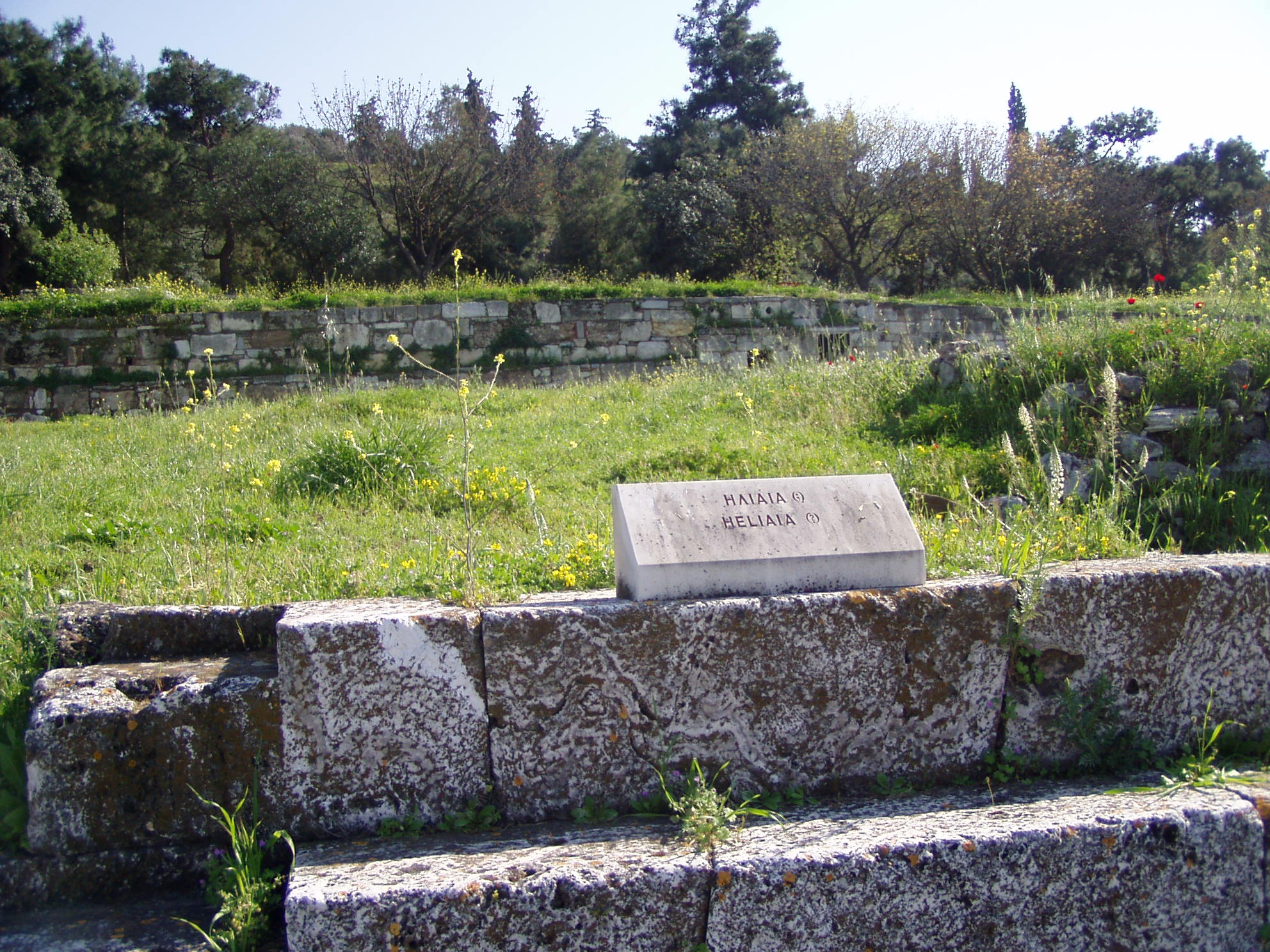
Heliaia

In der Südwestecke der Agora befindet sich eine 27 × 31 m große Einfriedung ohne Dach. Da sich im Innern keinerlei Votivgaben oder Anzeichen eines Schreins oder Altars finden, scheidet die Identifizierung als Altar oder Tempel aus. Es könnte sich stattdessen um einen Gerichtssaal, eventuell sogar um die Heliaia (Ἡλιαῖα), den größten Gerichtssaal Athens, gehandelt haben.
Gerichte waren ein wichtiger Bestandteil der athenischen Demokratie. Die Größe eines Schwurgerichts schwankte von rund 200 bis zu 2.500 Geschworenen. Jeder Geschworene bekam zwei Stimmmärkchen ausgehändigt, die von der Form an Kreisel erinnerten. Ein Stimmmärkchen hatte jeweils eine durchbohrte Achse, während das andere eine undurchbohrte Achse hatte. Bei Stimmabgabe wurde das Märkchen mit den Fingern an beiden Seiten der Achse angefasst, so dass nicht zu sehen war, ob die Achse durchbohrt war oder nicht. Das Märkchen wurde dann in eine Urne gelegt, und anschließend wurde die Anzahl der Märkchen mit und ohne durchbohrte Achse gezählt. Wenn die Anzahl der Märkchen mit durchbohrter Achse größer war, als die ohne, wurde der Angeklagte schuldig gesprochen.
Auf der Agora wurde auch ein anderer für Gerichte benutzter Gegenstand
gefunden: eine Kleroterion genannte Auslosungsmaschine. Diese bestand aus einem Stein, in den kleine Schlitze in zehn Spalten (für jede Phyle eine) eingelassen waren. Alle Leute einer Phyle, die Gerichtsdienst hatten, mussten ein Namenskärtchen mit ihrem Namen in einen Schlitz ihrer Phyle stecken. Anschließend wurde für jede Reihe eine farbige Kugel aus einer speziellen Einrichtung gezogen; war sie weiß, mussten alle Leute aus der entsprechenden Reihe an diesem Tag Gerichtsdienst leisten (das heißt für eine Reihe insgesamt zehn Leute; aus jeder Phyle je einer), war sie schwarz, waren sie für diesen Tag freigestellt.
In der zweiten Hälfte des 4. Jahrhunderts v. Chr. wurde an der Nordfassade der Heliaia eine Wasseruhr (κλεψύδρα) angebracht. Sie bestand aus einem einfachen Behälter, der nachts mit Wasser gefüllt wurde. Morgens wurde ein Stöpsel im Boden der Wasseruhr gezogen, so dass das Wasser begann, langsam auszulaufen. Für eine vollständige Entleerung des Beckens wurden etwa 17 Stunden benötigt. Im 3. Jahrhundert v. Chr. wurde die Technik der Wasseruhr vermutlich verbessert, genaueres ist uns nicht bekannt.
Als neben der Heliaia durch den Bau der Mittel-Stoa ein Platz abgegrenzt wurde, diente die Heliaia gleichzeitig als westliche Grenze dieses Platzes. Zu dieser Zeit wurden auch neue Räume an die Heliaia angebaut. Außerdem wurde im Innern ein Peristyl errichtet. Die Wasseruhr kam zu dieser Zeit außer Gebrauch. Als die Römer Athen im 1. Jahrhundert v. Chr. belagerten, wurde die Heliaia zerstört.

#### Peristyl-Hof (1)
Im Nordosten der Agora befand sich ein Hof, der durch Säulen abgegrenzt war. Diese wurden gegen 300 v. Chr. aufgestellt, machten allerdings einen provisorischen Eindruck; so wurden oft keine Fundamente gelegt und viel bereits vorher vorhandenes Material wurde verbaut. Der Hof hatte eine Seitenlänge von etwa 35 Metern und man geht von einer Verwendung als Gerichtshof aus.

#### Arsenal
Auf dem Kolonos Agoraios wurde Anfang des 3. Jahrhunderts v. Chr. ein weiteres Gebäude errichtet, das ungefähr 17,5 × 44,5 m groß war. Es befand sich nördlich des Hephaisteion, ist aber in sehr schlechtem Zustand, so dass eine eindeutige Identifizierung unmöglich ist. Es könnte sich um ein Arsenal für die Aufbewahrung von militärischem Gerät gehandelt haben.

### Versorgung und Kultur

#### Südost-Brunnenhaus (3)
Zwischen 530 und 520 v. Chr. wurden in der südöstlichen Ecke der Agora mehrere Privathäuser abgerissen, um Platz für ein neues Gebäude zu machen. Es handelte sich dabei um ein Brunnenhaus mit drei Räumen: Von dem großen mittleren Raum konnte man in zwei kleinere Räume gelangen, in denen man Wasser schöpfen konnte. Wasserspeier, die durch Versorgungsleitungen aus Terrakotta gespeist wurden, sorgten für einen stetigen Wasserzulauf, Überlaufrohre verhinderten das Überlaufen des Wassers. Während die westliche Kammer vermutlich ein Wassertank war, aus dem das Wasser direkt abschöpfen konnte, konnte man in der östlichen Kammer seine Wasserkrüge direkt unter einem Wasserspeier füllen.
Brunnenhäuser wie dieses waren ein beliebter Treffpunkt der Athener. Gerade Sklaven und Frauen, die sonst kaum am öffentlichen Leben teilnahmen, konnten sich hier austauschen, während sie ihre Wassergefäße auffüllten.

#### Südwest-Brunnenhaus
Zusätzlich zum Südost-Brunnenhaus wurde wohl zwischen 350 und 325 v. Chr. dieses Brunnenhaus errichtet. Zu dieser Zeit gab es vermutlich in Athen eine Dürre, von der auch die Brunnen betroffen waren, die austrockneten und immer mehr vertieft werden mussten. Daher war ein weiteres Brunnenhaus eine willkommene Unterstützung der Wasserversorgung der Agora.
Die Identifizierung dieses Hauses als Brunnenhaus erfolgt aus einem Aquädukt, das in dieses Haus hereinführt. Das Wasserbecken war L-förmig geschnitten, der Zugang erfolgte durch eine davorgebaute Säulenhalle. Wasser wurde durch eine Wasserleitung aus Richtung Osten herangeführt. Aus dieser Wasserleitung wurde unter anderem auch das Wasser für den Brunnen in der Süd-Stoa II abgezweigt. Das Becken des Brunnenhauses machte dieses Gebäude mit einer Grundfläche von rund 100 m² zum größten (bekannten) Brunnenhaus Athens.

#### Brunnenschacht und Begräbnisstelle
In der Nähe der Stoa des Attalos entdeckten die Ausgräber um Dorothy Burr Thompson 1938 einen über 20 m tiefen Schacht mit 450 Babyskeletten, die über Terrakotta-Funde in die Zeit um 150 v. Chr. datiert werden konnten. Die nachfolgende Untersuchung ergab, dass es sich um Säuglinge handelte, die aufgrund von Infektionskrankheiten oder Missbildungen die Woche bis zum Amphidromia-Ritual nicht überlebten. Die Nähe zum Tempel des Hephaistos, dem Gott, der deformiert geboren wurde, ist möglicherweise nicht zufällig gewählt.

#### Münze (2)
In der südöstlichen Ecke der Agora wurde neben der Panathenäen-Straße ein Gebäude entdeckt, das als Münze, als staatliche Münzprägestätte identifiziert wurde. Das Gebäude ist recht groß und hat einen beinahe quadratischen Grundriss. Im Gebäude wurden Essen, Schlacke, Wasserbassins und Münzrohlinge gefunden, so dass die Identifizierung eindeutig erscheint.
Das Gebäude wurde um 400 v. Chr. errichtet. Da unklar ist, ob hier bereits zu diesem Zeitpunkt Münzen geprägt wurden, wurde das Gebäude eventuell generell als staatliche Bronzeschmiede genutzt. So könnten hier Bronzemaße und -gewichte, Lampen, Stimmmärkchen und Anderes hergestellt worden sein. Vereinzelte Funde solcher Gegenstände in diesem Gebäude und dessen Umgebung scheinen dies zu bestätigen.
Der eigentliche Arbeitsraum scheint nur etwa ein Viertel des Gebäudes
eingenommen zu haben. Jedenfalls wurden nur hier die Essen und anderes
Arbeitsgerät gefunden. Zwei kleinere Räume könnten als Vorratsräume
gedient haben.

#### Odeion des Agrippa

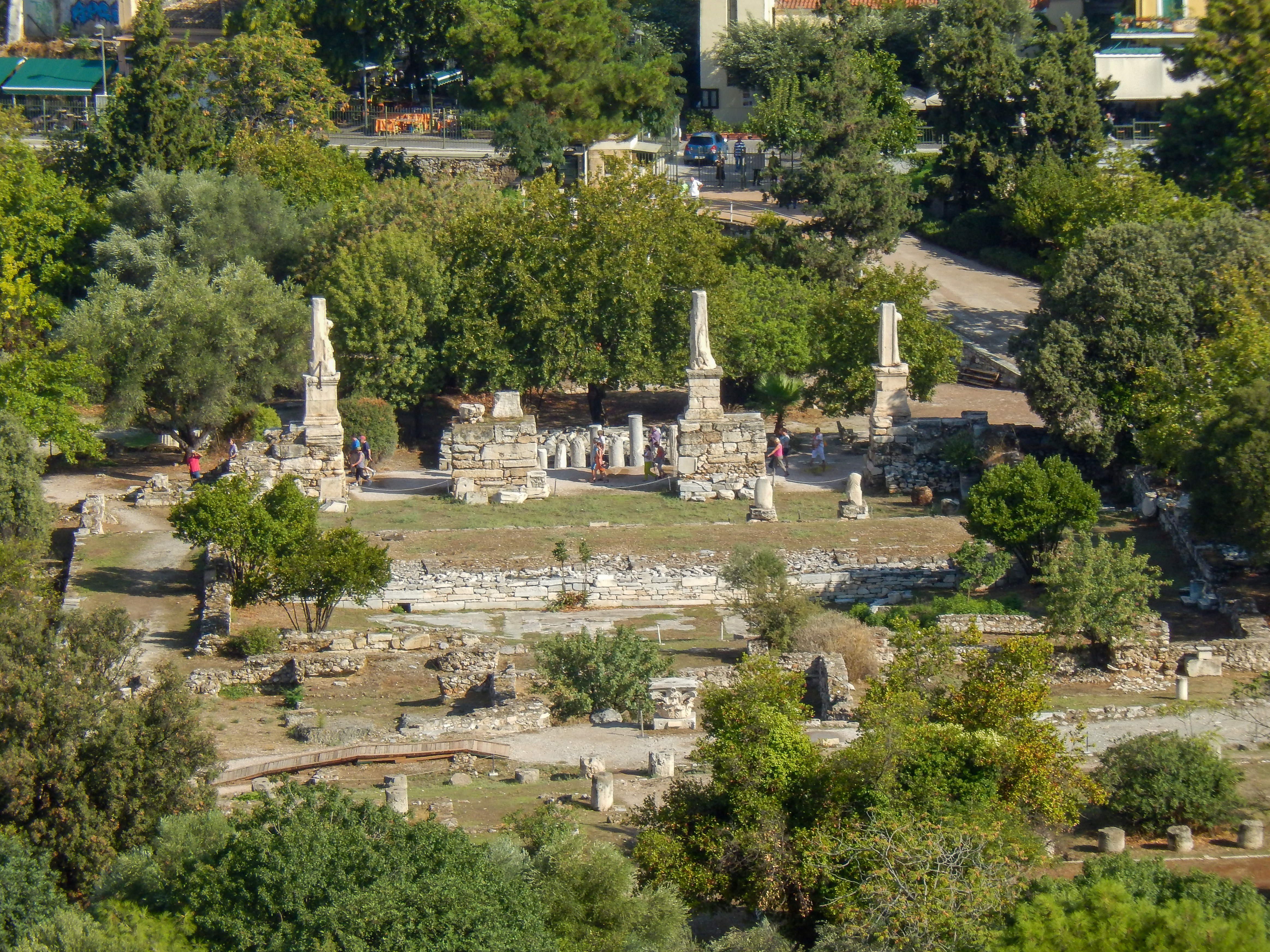
Odeion des Agrippa vom Areopag aus

Das Odeion wurde von den Römern um 15 v. Chr. erbaut und nach dem römischen Feldherrn und Politiker Marcus Vipsanius Agrippa benannt. Es bot rund 1000 Leuten Platz. Seine Orchestra war halbkreisförmig angelegt und mit dünnen Marmorsteinen gepflastert. Es besaß ein freitragendes Dach von 25 Metern Spannweite. Nach rund 150 Jahren stürzte diese Konstruktion ein, so dass das Odeion nach der Mitte des 2. Jahrhunderts n. Chr. in neuer Gestalt wiederhergestellt wurde. Bei diesem Neubau wurde die Anzahl der Sitze auf rund 500 halbiert. Nachdem Athen mit dem im Jahr 161 n. Chr. gestifteten Odeion des Herodes Atticus einen etwa 5000 Besucher fassenden Bau gleicher Funktion besaß, diente das Odeion auf der Agora Philosophen und Sophisten als Vortragssaal. Das Odeion wurde während des Herulersturms im Jahr 267  n. Chr. zerstört.

#### Pantainos-Bibliothek
In der Südost-Ecke der Agora wurde vor 102 n. Chr. von einem gewissen Titos Phlavios Pantainos ein ungewöhnlich geschnittenes Gebäude errichtet. Kern des Gebäudes ist ein ca. 20 × 13,5 m großer Innenhof, dessen Boden mit Marmorsplittern gepflastert war. Später wurde ein Peristyl eingebaut und der Boden mit Marmorplatten belegt. Östlich befand sich ein weiterer Raum, der auch einen Marmorfußboden besaß und mit Säulen vom Hof abgetrennt war. Um diese beiden Räume herum befanden sich mehrere kleinere Räume. Außen besaß das Gebäude insgesamt drei Stoen. Eine Inschrift identifiziert dieses Gebäude als Bibliothek, eine weitere bestimmte, dass die Bibliothek von der ersten bis zur sechsten Stunde geöffnet hatte und keine Bücher hinausgetragen werden durften.